# Charlie Chaplin

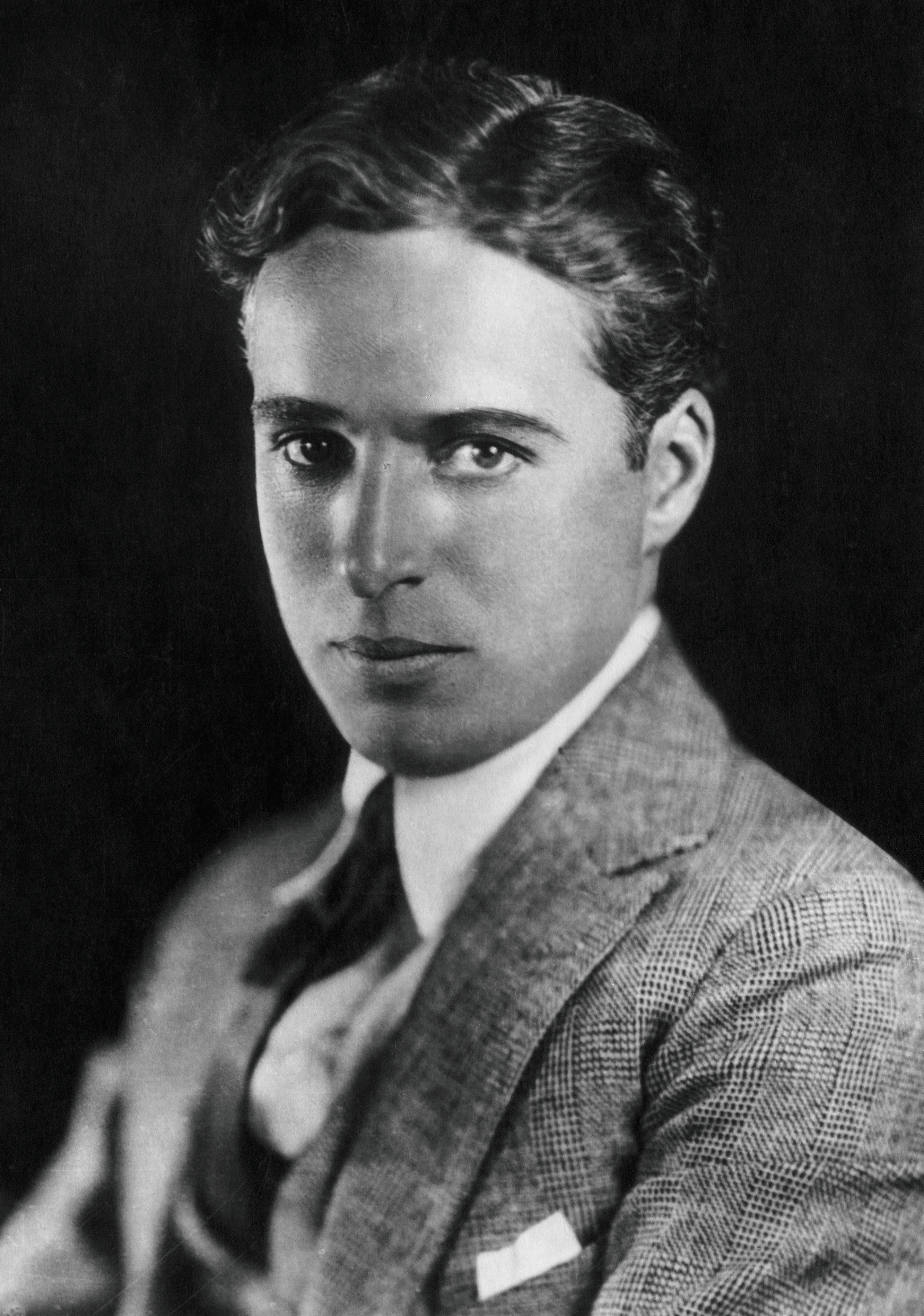
Charlie Chaplin, 1920

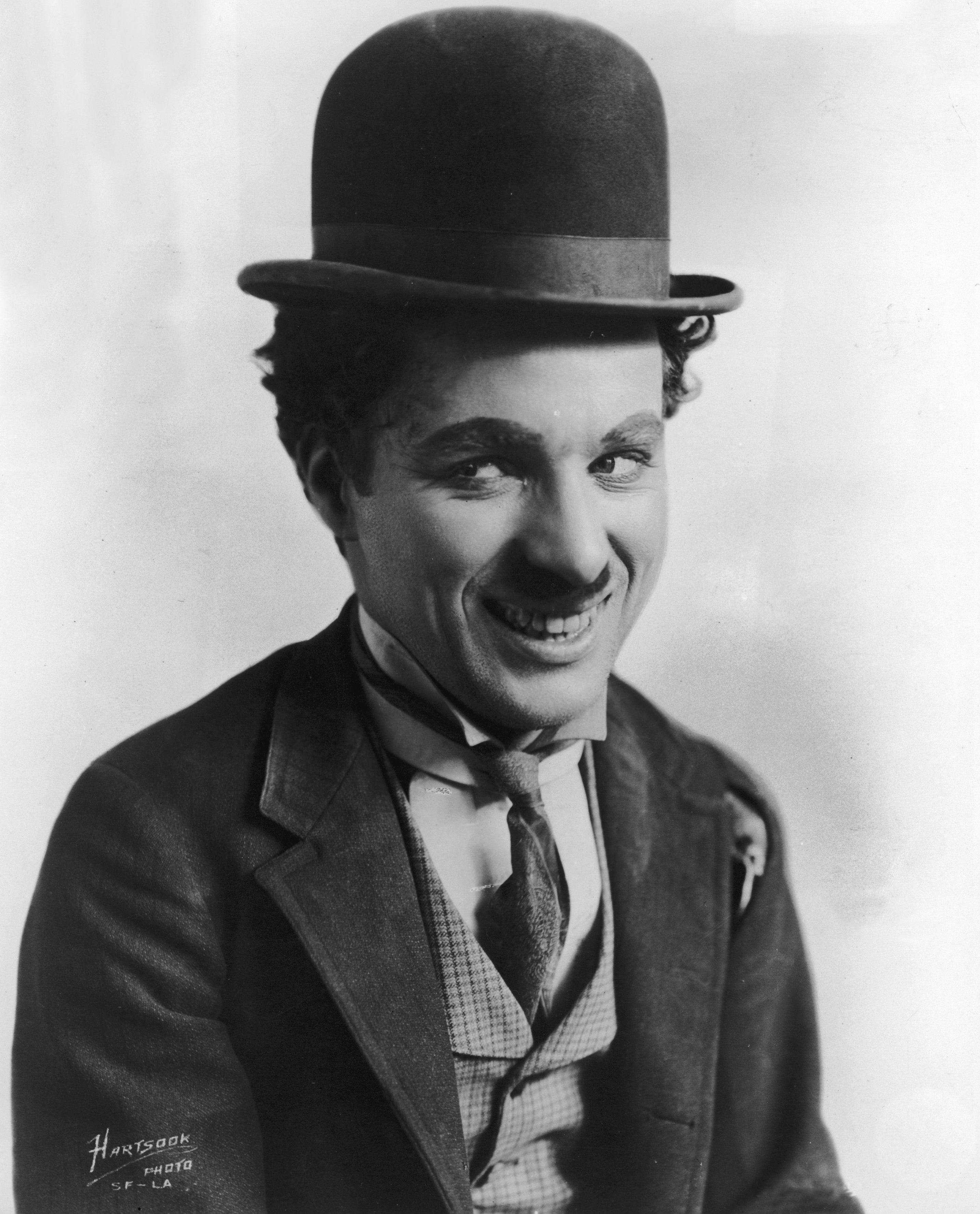
Chaplin in der Rolle des Tramps, 1915

Sir Charles Spencer „Charlie“ Chaplin Jr., KBE, (* 16. April 1889 in London, Vereinigtes Königreich Großbritannien und Irland; † 25. Dezember 1977 in Corsier-sur-Vevey, Schweiz) war ein britischer Komiker, Schauspieler, Regisseur, Drehbuchautor, Filmeditor, Komponist und Filmproduzent. Er gilt als erster Weltstar des Kinos und zählt zu den einflussreichsten Filmemachern der Geschichte.
Seine bekannteste Rolle war die des „Tramps“, eines Underdogs mit der Haltung eines Gentlemans. Die von ihm erfundene Figur – mit Zweifingerschnurrbart (auch Chaplinbart genannt), übergroßer Hose und Schuhen, enger Jacke, Bambusstöckchen und zu kleiner Melone – wurde zu einer Filmikone. Charakteristisch für seine Filme wurde die enge Verbindung zwischen Slapstick und ernsten bis tragischen, auch sozialkritischen Elementen.
Chaplin begann seine Karriere schon als Kind mit Auftritten in Londoner Music Halls und ging bereits vor dem Ersten Weltkrieg auf Tourneen durch die USA. Dort kam er mit der noch jungen US-Filmindustrie in Kontakt, feierte bald große Erfolge als Komiker in frühen Stummfilmkomödien und wurde zu einem der Gründerväter der sogenannten Traumfabrik Hollywood. Als beliebtester Stummfilmkomiker seiner Zeit erarbeitete er sich rasch künstlerische und finanzielle Unabhängigkeit. 1919 gründete er zusammen mit Mary Pickford, Douglas Fairbanks und David Wark Griffith die Filmgesellschaft United Artists.
Während der antikommunistischen Hysterie der McCarthy-Ära der Nähe zum Kommunismus verdächtigt, wurde ihm nach einem Auslandsaufenthalt 1952 die Rückkehr in die USA verweigert. Er setzte seine Arbeit als Schauspieler und Regisseur in Europa fort. Erst 1972 reiste er erstmals wieder in die USA, um einen Ehrenoscar für sein Lebenswerk entgegenzunehmen. Erstmals hatte er 1929 einen Oscar für sein Wirken in Der Zirkus gewonnen. Einen dritten erhielt er 1973 für die beste Filmmusik zu Rampenlicht. Das American Film Institute wählte Chaplin auf Platz 10 der größten männlichen US-amerikanischen Filmlegenden.

## Leben

### Kindheit und Jugend

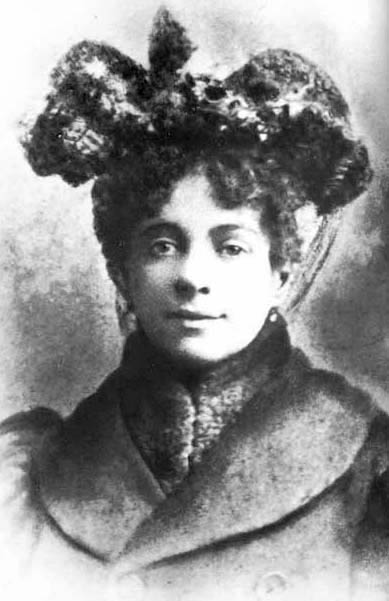
Chaplins Mutter Hannah, ca. 1885

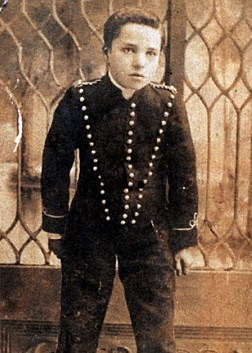
Chaplin als Page Billy im Stück Sherlock Holmes, zwischen 1903 und 1906

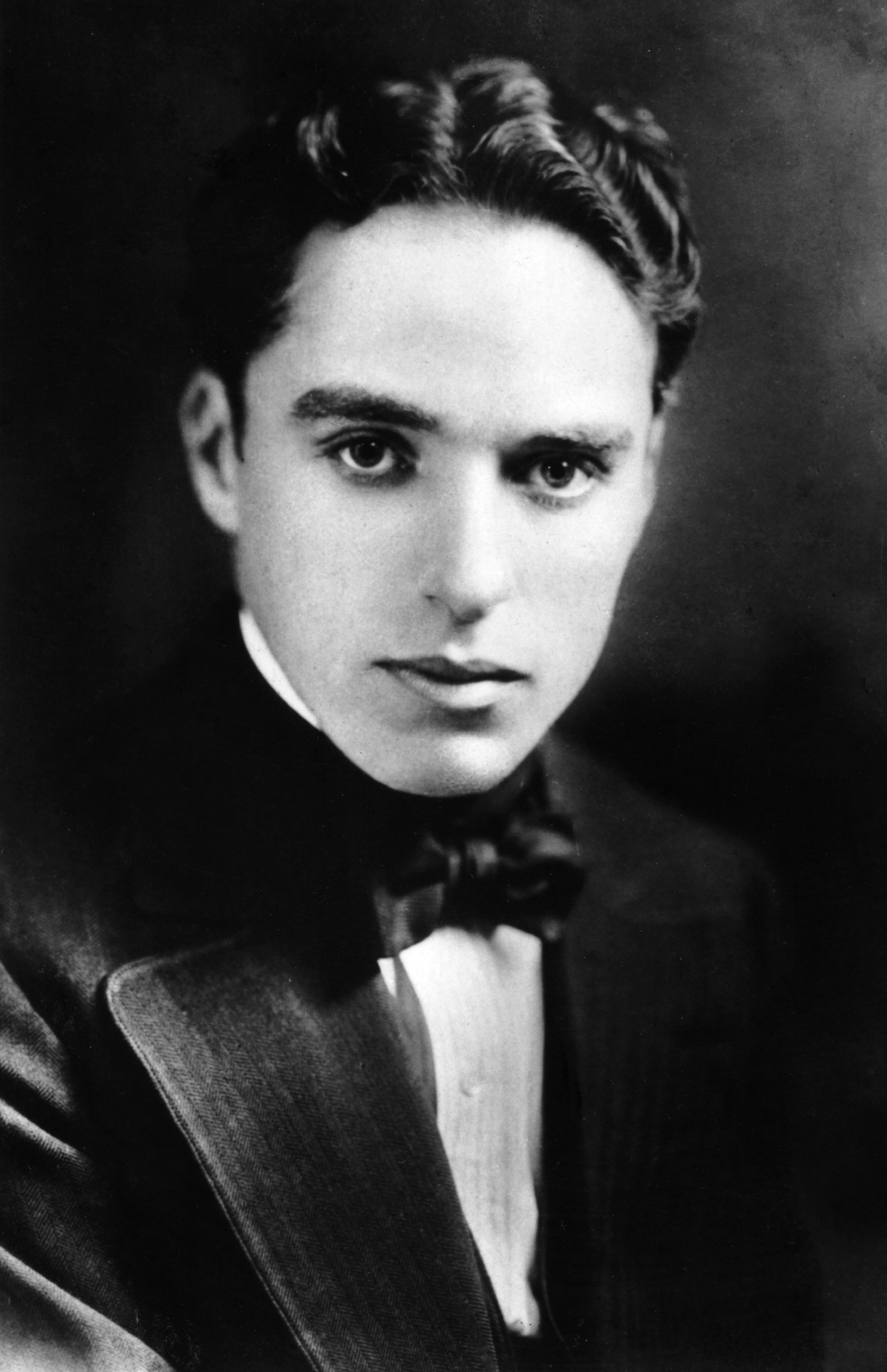
Chaplin, Jugendfoto

Charlie Chaplin wurde 1889 wahrscheinlich in der East Lane (heute East Street) im Londoner Bezirk Walworth geboren. Eine Geburtsurkunde wurde nie gefunden, und nach seinem Tod tauchte ein Brief auf, in dem behauptet wird, Chaplin sei in einem Wohnwagen in Smethwick zur Welt gekommen. Er verbrachte die meiste Zeit seiner Kindheit in Lambeth und zog zwischen verschiedenen Adressen um.
Seine Eltern, Charles Chaplin Sr. (1863–1901) und Hannah Harriet Chaplin (1865–1928), waren beide Varieté-Künstler, die in britischen Music Halls auftraten, der Vater als Sänger und Entertainer, die Mutter als Tänzerin und Sängerin. Die väterliche Familie lebte seit mehreren Generationen in Suffolk, wobei der Familienname auf hugenottische Wurzeln hindeutet, bis sie 1855 nach London zog. Hier heiratete Chaplin Sr., dessen Vater als Metzger arbeitete, im Juni 1885 die Schustertochter Hannah Hill. Diese hatte einige Monate zuvor ein uneheliches Kind geboren, dessen Vaterschaft nicht bekannt ist. Charlies Eltern trennten sich kurz nach seiner Geburt, so dass er und sein vier Jahre älterer Halbbruder Sydney (1885–1965) bei der Mutter aufwuchsen. Da Chaplin Sr. sich regelmäßig den Unterhaltszahlungen entzog und 1901 an den Folgen seiner Alkoholkrankheit starb, lebte die Familie in großer Armut und musste immer wieder in den Armenhäusern Londons Zuflucht suchen. Als er sechs Jahre alt war, kam Charlie zusammen mit Sydney erstmals in ein Waisenhaus.
Hannah Chaplin, die einzige familiäre Bezugsperson der beiden Brüder, konnte ihren Beruf ab 1896 wegen psychischer Probleme nicht mehr ausüben. Sie wurde mehrfach in Psychiatrische Kliniken eingeliefert und 1905 für geisteskrank erklärt. Für den Unterhalt der Familie musste Sydney sorgen. Fast ganz auf sich allein gestellt, trieb Charlie sich auf den Straßen Londons herum und lernte das unterste soziale Milieu kennen, das er genau beobachtete. Als Kind sprach er Cockney, einen Londoner Dialekt.
Bereits 1894, im Alter von fünf Jahren, hatte er erstmals die Chance bekommen, mit einer Gesangsdarbietung vor Publikum aufzutreten. Als Neunjähriger wurde er auf Empfehlung seines Vaters für die Varietétruppe The Eight Lancashire Lads engagiert, mit der er auf Tournee ging. Als Entlohnung erhielt er Kost und Logis sowie eine einfache Schulbildung. Die Schule verließ er schon mit 13 und verdingte sich nebenher als Laufbursche, Zeitungsverkäufer, Drucker, Spielzeugmacher und Glasbläser, um seinen Lebensunterhalt zu bestreiten.
Nach dem Ende seiner Verpflichtung bei den Lancashire Lads fand Chaplin Engagements an Londoner Bühnen. Im Sommer 1903 spielte er in dem wenig erfolgreichen Theaterstück Jim, A Romance of Cockayne seine erste größere Rolle. Es folgte die Rolle des Laufburschen Billy in der von William Gillette verfassten Bühnenversion von Sherlock Holmes. Diese Inszenierung wurde ein großer Erfolg, und Chaplin ging mit diesem Stück bis 1906 insgesamt vier Mal auf Tournee. Auch Sydney Chaplin wirkte in dem Ensemble mit, verließ die Theatertruppe aber wieder, als er bei dem Theaterproduzenten Fred Karno unter Vertrag genommen wurde. Charlie folgte seinem Bruder und unterschrieb 1908 einen Zweijahresvertrag bei Karno.
In fast allen Biographien ist von einer „Dickens’schen Jugend“ Chaplins die Rede. Er machte ähnlich wie die jugendlichen Protagonisten, deren Schicksale Charles Dickens Mitte des 19. Jahrhunderts in seinen Romanen schilderte, gegen alle Widerstände seinen Weg.

### Ehefrauen und Kinder
Charlie Chaplin war viermal verheiratet und Vater von elf Kindern.
- Ehe 1918–1920; Mildred Harris (1901–1944)
  - Norman Spencer Chaplin (1919–1919)
- Ehe 1924–1927; Lita Grey (1908–1995)
  - Charles Chaplin junior (1925–1968)
  - Sydney Chaplin (1926–2009)
- Ehe 1936–1943; Paulette Goddard (1910–1990)
- Ehe 1943–1977; Oona O’Neill (1925–1991)
  - Geraldine Chaplin (* 1944)
  - Michael Chaplin (* 1946)
  - Josephine Chaplin (1949–2023)
  - Victoria Chaplin (* 1951)
  - Eugene Chaplin (* 1953)
  - Jane Chaplin (* 1957)
  - Annette Emily Chaplin (* 1959)
  - Christopher Chaplin (* 1962)

### Aufstieg zum Bühnenstar

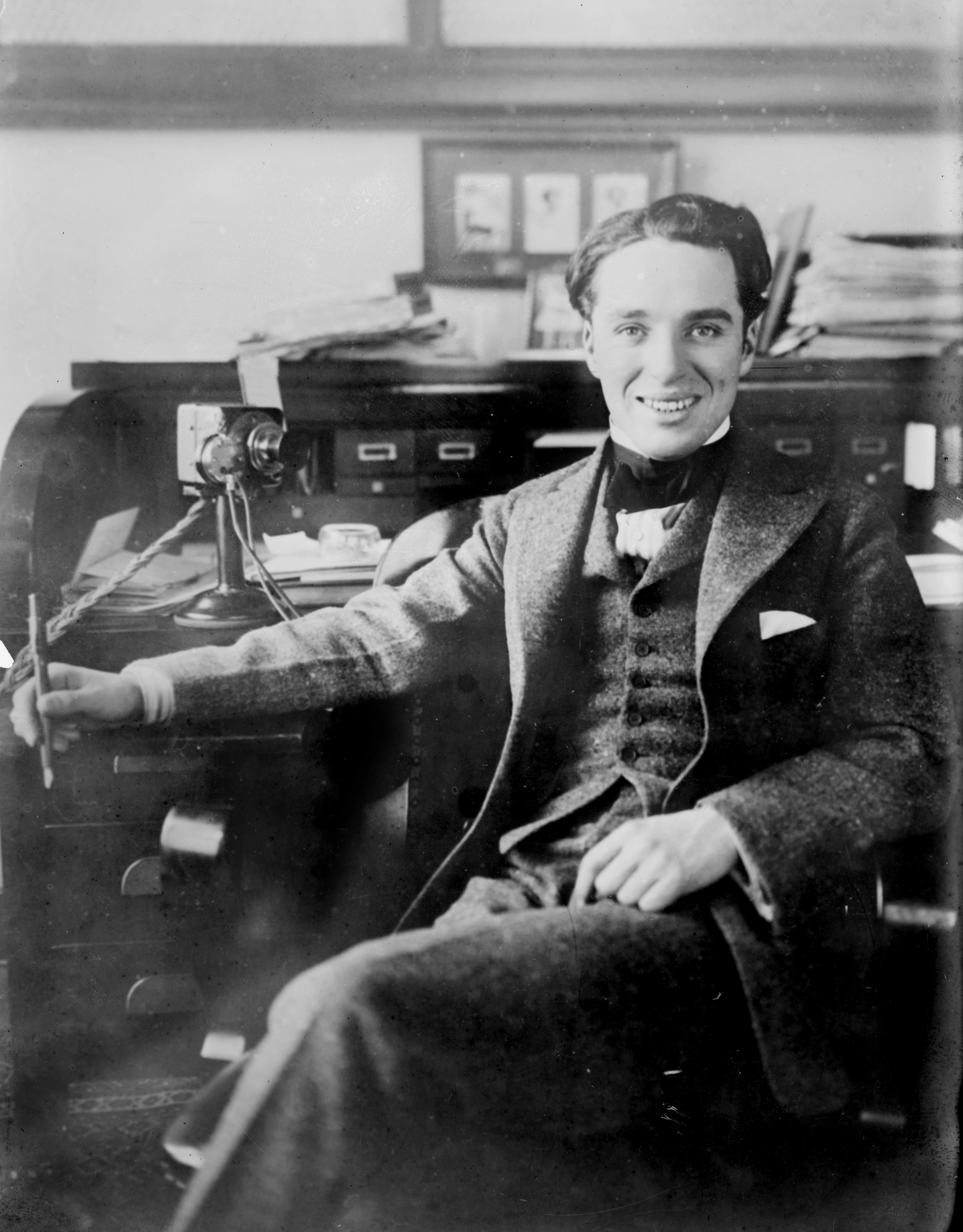
Chaplin Anfang der 1910er Jahre

Bei Fred Karno, der mit seinen Theatertruppen die Tradition der komischen Pantomimenspiele fortführte, stieg Chaplin schnell zu einem der Hauptdarsteller auf. Sein erster Erfolg bei Karno war die Rolle des Trunkenbolds Swell in dem Stück Mumming Birds. 1910 übernahm Chaplin die Hauptrolle in der Neuproduktion Jimmy the Fearless, die ihm erstmals positive Kritiken in den Zeitungen einbrachte. So bezeichnete ihn die Yorkshire Evening Star als einen „aufstrebenden Schauspieler“, dessen Auftritt ihn als einen geborenen Komiker auswies.
Karno bot Chaplin daraufhin an, mit einem Ensemble auf eine Tournee durch Nordamerika zu gehen. Vom Juni 1910 bis Juni 1912 spielte Karnos Truppe in den Vereinigten Staaten und Kanada. Vor allem Chaplins Eskapaden in A Night in an English Music Hall, einer Wiederaufführung von Mumming Birds, begeisterten das Publikum und die Presse. Nach nur fünf Monaten in England schickte Karno sein Ensemble mit Chaplin für eine zweite Tournee nach Amerika.
Diese Tournee verlief allerdings nicht so erfolgreich wie die erste, weshalb Chaplin dankbar auf das Interesse der amerikanischen Filmindustrie reagierte. Im Mai 1913 nahmen Adam Kessel und Charles O. Baumann, die Inhaber der New York Motion Picture Company, erstmals Kontakt zu Chaplin auf. Am 25. September 1913 unterschrieb Chaplin schließlich einen Vertrag, mit dem er sich für ein Jahr als Filmschauspieler bei Mack Sennetts Keystone Studios, dem Komödienspezialisten der New York Motion Picture Company, verpflichtete. Chaplin wurde ein Gehalt von 150 Dollar in der Woche zugesagt. Er verließ daraufhin am 28. November 1913 die Karno-Truppe.

### Keystone Filmstudios
Anfang Januar 1914 trat Chaplin seine neue Stelle in den Keystone Pictures Studios von Filmproduzent Mack Sennett an. In den ersten Wochen hatte er große Probleme, mit den chaotischen Arbeitsbedingungen bei Keystone zurechtzukommen. Chaplin war von seiner Zeit bei Karno monatelanges Proben an den Sketchen gewohnt, bis jede Geste und jede Pointe perfekt saß. Mack Sennett arbeitete dagegen meist ohne Drehbuch, seine Produktionen wurden schnell abgedreht. Sennetts Star war Ford Sterling, dessen wilde Grimassen in einem krassen Gegensatz zu Chaplins eher subtiler Komik standen.
Erst Ende des Monats wurde Chaplin in einem Film eingesetzt. Der Einakter Making a Living entstand unter der Regie von Henry Lehrman, der auch den Helden der Geschichte spielte. Chaplin war der Bösewicht, dessen Auftreten an den Charakter aus dem Karno-Stück A Night in an English Music Hall erinnerte.
Unzufrieden mit dieser Rolle, entwickelte Chaplin für die folgenden Filme eine neue Figur. Der Legende nach lieh er sich ein altes Paar Schuhe von Ford Sterling und eine übergroße Hose von Roscoe „Fatty“ Arbuckle, eine Melone von Arbuckles Schwiegervater, eine zu kleine Jacke von Charles Avery und den falschen Bart von Mack Swain. Ähnliche Kostümierungen fanden sich bereits bei den Komikern der englischen Music Halls. Der „Tramp“ trat erstmals Anfang Februar 1914 in den Filmen Kid Auto Races at Venice und Mabel’s Strange Predicament auf.

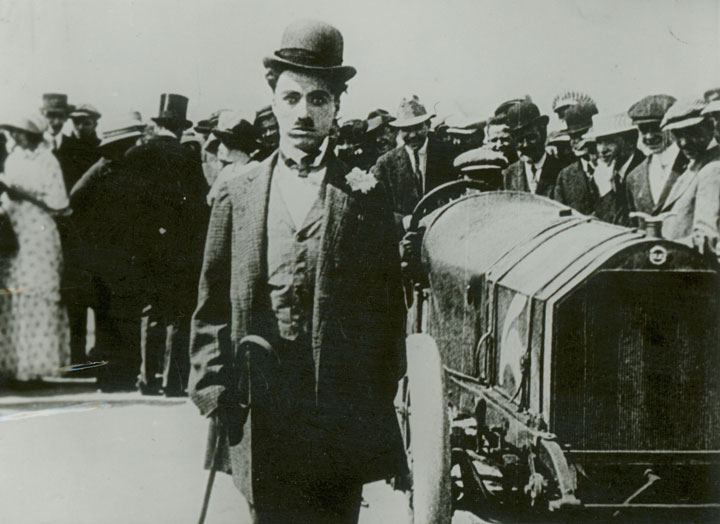
Als Tramp in Mabel’s Busy Day, 1914

Nachdem Chaplin weder mit Henry Lehrman noch mit George Nichols zurechtgekommen war, versuchte Sennett, Chaplin in den von Mabel Normand inszenierten Filmen einzusetzen. Als es bei den Dreharbeiten von Mabel at the Wheel zu einem Eklat zwischen ihm und Normand kam, glaubte Chaplin bereits, dass seine Tage bei Keystone gezählt waren. Doch die große Nachfrage nach Filmen mit Chaplin zwang Sennett, ihm weiterhin freie Hand zu gewähren. Chaplin sollte probeweise bei einem Film Regie führen. Sein Regiedebüt Caught in the Rain wurde am 4. Mai 1914 veröffentlicht und avancierte zu einem der bis dahin erfolgreichsten Filme von Keystone. In den letzten sechs Monaten seines Vertrages mit Keystone führte Chaplin mit Ausnahme von Tillies gestörte Romanze, Sennetts erstem abendfüllenden Spielfilm mit Chaplin in einer Schurkenrolle, bei allen seinen Auftritten selbst Regie.
Im Juni 1914 liefen die ersten Keystone-Filme mit Chaplin in Großbritannien an. Chaplin wurde von der heimischen Presse als „der geborene Leinwandkomiker“ gefeiert. Angesichts seines rasant gestiegenen Marktwertes forderte Chaplin von Sennett 1000 Dollar pro Woche bei einer Fortsetzung des Vertrages. Es kam allerdings zu keiner Einigung, sodass Chaplins Engagement bei Keystone Ende des Jahres 1914 nach 35 Filmen beendet wurde.
Der gefeierte Stummfilm-Komiker packte später das Rätsel um das Erfolgsrezept zu seiner Tramp-Figur in einfache Worte: „Alle meine Filme bauen auf der Idee auf, mich in Schwierigkeiten zu bringen, damit ich mich nachher verzweifelt ernsthaft darum bemühen kann, als normaler kleiner Gentleman aufzutreten.“ Zumindest nach holprigem Karrierestart wurde Chaplin in seiner Rolle immer als der Gute, der Nette, der Kleine wahrgenommen, der sich aber trotzdem nicht unterkriegen ließ und zum Schluss nichts hat – außer seiner Würde. Darin konnte sich auch der einfache Arbeiter mit seinen Alltagssorgen leicht wiederfinden. Die witzige Idee, sich selbst in Schwierigkeiten zu bringen, um dann mit dem Triumph über diese seine Würde und Ehrbarkeit zu beweisen, ist eine durchaus (im althergebrachten Sinn) närrische Vorgehensweise.

### Essanay Filmgesellschaft
Im November 1914 unterzeichnete Charles Chaplin einen Vertrag bei dem von den Filmpionieren George K. Spoor und Gilbert M. Anderson geführten Filmunternehmen Essanay, der Chaplin neben einer wöchentlichen Gage von 1250 Dollar eine einmalige Zahlung über 10.000 Dollar garantierte.
Chaplin drehte im Januar 1915 seinen ersten Film, Charlie gegen alle (His New Job), in den veralteten Essanay-Studios in Chicago, zog danach aber zurück nach Kalifornien. Dort stellte er eine eigene Stammbesetzung zusammen, zu der Leo White, Billy Armstrong, Bud Jamison, John Rand und der spätere Regisseur Lloyd Bacon zählten. In wenigen Filmen waren zudem die später auch als Solokünstler bekannten Ben Turpin und Snub Pollard zu sehen. Auf der Suche nach einer weiblichen Hauptdarstellerin entdeckte Chaplin die 19-jährige Edna Purviance, die schließlich in 35 seiner Filme mitspielte und mit der er bis 1917 auch privat eine Beziehung hatte. Chaplin legte sich zunehmend auf die Rolle des Vagabunden fest, der in seinem sechsten Essanay-Film Der Tramp (The Tramp) sogar zum Titelhelden wurde. Überwog in den frühen Filmen Chaplins der Slapstick, zeigten sich in Entführung (A Jitney Elopement) und Der Tramp romantische Elemente, die in Die Bank (The Bank) sogar in einen traurigen Schluss mündeten.
Entstanden die ersten sieben Filme für Essanay in nur vier Monaten, versuchte Chaplin in den folgenden Monaten seine Unabhängigkeit als Filmschaffender durchzusetzen, indem er sich von der üblichen Fließbandmethode verabschiedete und sich deutlich mehr Zeit für die nächsten Projekte nahm. So wurden seine letzten beiden von insgesamt 14 Arbeiten für Essanay erst im Frühjahr 1916 veröffentlicht, als Chaplin bereits bei Mutual Films unter Vertrag stand.
Chaplins Popularität erreichte 1915 ihren ersten Höhepunkt:

„Neben den Gesprächen über den Krieg und den Mangel an Munition, schreibt Dr. Leonhard Williams in der ‚Daily Mail‘, bildet den Hauptgesprächsstoff ein schlanker, dunkelhaariger braunäugiger junger Mann, dessen ausgezeichnete Fähigkeiten ihm das Einkommen eines Premierministers sichern. Dessen Gelenkigkeit, Humor und Mimik ihm eine zahllose Bewundererschar verschafft haben und dessen Namen an allen Straßenecken, an allen Litfaßsäulen und vor allen Kinotheatern zu lesen ist. Dieser neuaufgegangene Stern am Kinohimmel heißt Charlie Chaplin und ich möchte den Menschen sehen, der nicht in ein schallendes Gelächter ausbricht, wenn Charlie, wie ihn schon jedermann nennt, mit seinen Schuhen, die ihm dreimal zu weit und zu lang sind, seinem Zylinder, der ihm bis über beide Ohren fällt, und dem schlechtsitzenden Anzug, der nur aus Falten zu bestehen scheint, auf der Leinwand erscheint und sich in den tollsten Verrenkungen und den unglaublichsten Bewegungen gefällt. Welches Gebrüll erhebt sich, wenn Charlie auf einem Bein umherspringt und sich dazu auf einen Stock stützt, der sich umbiegt und den Tausendsassa in die unangenehmsten Situationen bringt. […] Das Wundervolle dabei ist, daß Charlie wohl unendlich komisch wirkt, aber sich nie zum Clown erniedrigt. Erstaunlich ist es, daß C[h]aplin auch in ernsten Rollen geradezu erschütternd wirkt. […] Gegenwärtig ist Charlie der Liebling der Besucher von 32.000 Kinotheatern in England, Frankreich und Amerika und alle Kinoschauspieler, die die Gunst des Publikums gewannen, müssen sich vor ihm verstecken, denn er ist der unumschränkte Herr und Gebieter des Kinos geworden.“

Chaplin wurde (ohne dass er an den Einkünften beteiligt wurde) zum Mittelpunkt einer umfassenden Vermarktung, die Chaplin-Puppen, Zeitungscomics und Lieder über den kleinen Tramp beinhaltete. Das Motion Picture Magazine diagnostizierte für die gesamten Vereinigten Staaten einen schweren Fall von „Chaplinitis“. In Frankreich wurde der Tramp als Charlot verehrt. Um auch nach Chaplins Weggang von der „Chaplinitis“ zu profitieren, ließ Essanay Chaplins Burlesque on Carmen mit zuvor nicht verwendetem Filmmaterial auf die doppelte Laufzeit verlängern. Chaplin klagte erfolglos gegen die Veröffentlichung dieses Films.
„Der Spazierstock steht für die Würde des Menschen“, sagte Chaplin einmal zu seiner Idee des Tramps, „der Schnurrbart für die Eitelkeit, und die ausgelatschten Schuhe für die Sorgen.“
In seiner offiziellen  Biographie berichtet er, dass er sich zur Vorbereitung seines dritten Films (Making a Living) einen Schnurrbart angelegt habe, weil er älter wirken wollte. Klein sollte er sein, damit seine Mimik nicht verborgen bliebe. Seinem Sohn erzählte er, dass sein Trampkostüm auf einer Londoner Bühne entstand, als er für einen Komiker einspringen sollte, der viel größer als er war, und einfach dessen Kleider anzog. Sein typischer Gang war daher die Konsequenz seiner großen Schuhe.

### Mutual Filmgesellschaft

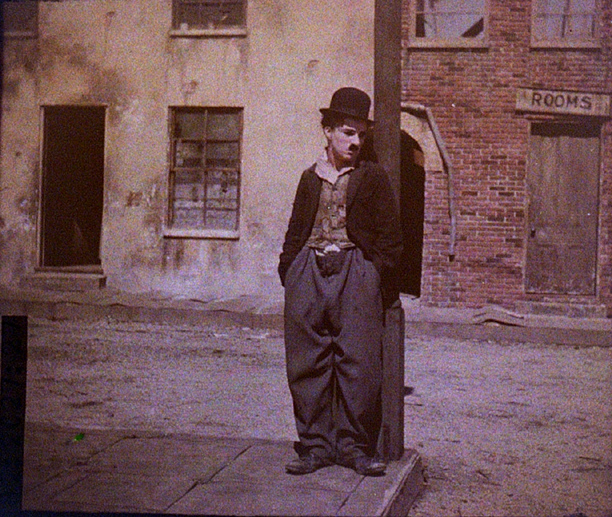
Chaplin als Tramp, um 1917

Der neue Vertrag mit Mutual Films, der ihm ein wöchentliches Gehalt von 10.000 Dollar zuzüglich eines Bonus von 150.000 Dollar bei Vertragsabschluss garantierte, machte Chaplin zu einem der bestbezahlten Schauspieler. Seine Popularität blieb ungebrochen; als er Ende Februar 1916 zur Vertragsunterzeichnung mit dem Zug nach New York fuhr, warteten riesige Menschenmengen auf die Ankunft des Stars.
Für Chaplin wurde in Los Angeles ein neues Studio eingerichtet. Edna Purviance, Leo White und Lloyd Bacon folgten Chaplin von Essanay zu Mutual. Roland Totheroh, der bereits bei einigen Essanay-Filmen die Kamera bedient hatte, wurde von Chaplin angeheuert. Er blieb bis 1952 Chaplins Chefkameramann. Das Ensemble vervollständigten Albert Austin und der hünenhafte Eric Campbell, der in den meisten Mutual-Filmen den Bösewicht spielte. Im Laufe des Jahres wurde die Crew durch Henry Bergman ergänzt, der Chaplin, als vielseitig einsetzbarer Nebendarsteller und Assistent, bis zu seinem Tod im Jahr 1946 begleiten sollte.
Chaplins Vertrag mit Mutual sah vor, dass innerhalb von zwölf Monaten zwölf Filme produziert wurden. Tatsächlich wurden die ersten acht Filme bis zum Ende des Jahres 1916 fertiggestellt, für die letzten vier benötigte Chaplin dann aber zehn Monate. Einige der Mutual-Filme werden heute zu Chaplins besten Filmen gezählt. Während Chaplin mit der Rollschuhbahn in Die Rollschuhbahn (The Rink) und einer Rolltreppe in Der Ladenaufseher (The Floorwalker) erneut das komische Potential ungewöhnlicher Schauplätze aufzeigte, gilt Das Pfandhaus (The Pawnshop) als ein Musterbeispiel für Chaplins „Komik der Transposition“, in der Gegenstände eine völlig neue Funktion einnehmen. Seine bekanntesten Filme aus der Zeit bei Mutual sind die 1917 fertiggestellten Zweiakter Leichte Straße (Easy Street), eine Parodie auf die viktorianischen Besserungs-Melodramen, und die Tragikomödie Der Einwanderer (The Immigrant). Chaplin bezeichnete im Rückblick diese Zeit als die glücklichste in seiner gesamten Karriere.
Für Aufsehen sorgte Ende des Jahres 1916 die nichtautorisierte Biografie Charlie Chaplin’s Own Story, deren Erscheinen nur mit Hilfe der Gerichte verhindert werden konnte. Es setzte allerdings infolge der Auseinandersetzung in den britischen Zeitungen eine Kampagne gegen Chaplin ein, da ihm eine Klausel im Vertrag mit Mutual Films die freiwillige Meldung als Soldat im Ersten Weltkrieg untersagte. Chaplin sah sich genötigt, im August 1917 seine patriotische Gesinnung in einer Presseerklärung zu bekunden.
Gleichzeitig musste sich Chaplin gegen zahlreiche Nachahmer und Imitatoren wehren. So verklagte er im November 1917 mehrere Filmstudios, die mit Chaplin-Imitatoren zahlreiche Filme produziert hatten. Der bekannteste Imitator war Billy West, der in rund 50 Filmen auftrat. Auch Chaplins ehemaliger Kollege bei Karno, Stan Jefferson, der spätere Stan Laurel, trat auf der Bühne als Tramp auf.

### First National Filmverleih und -produktion

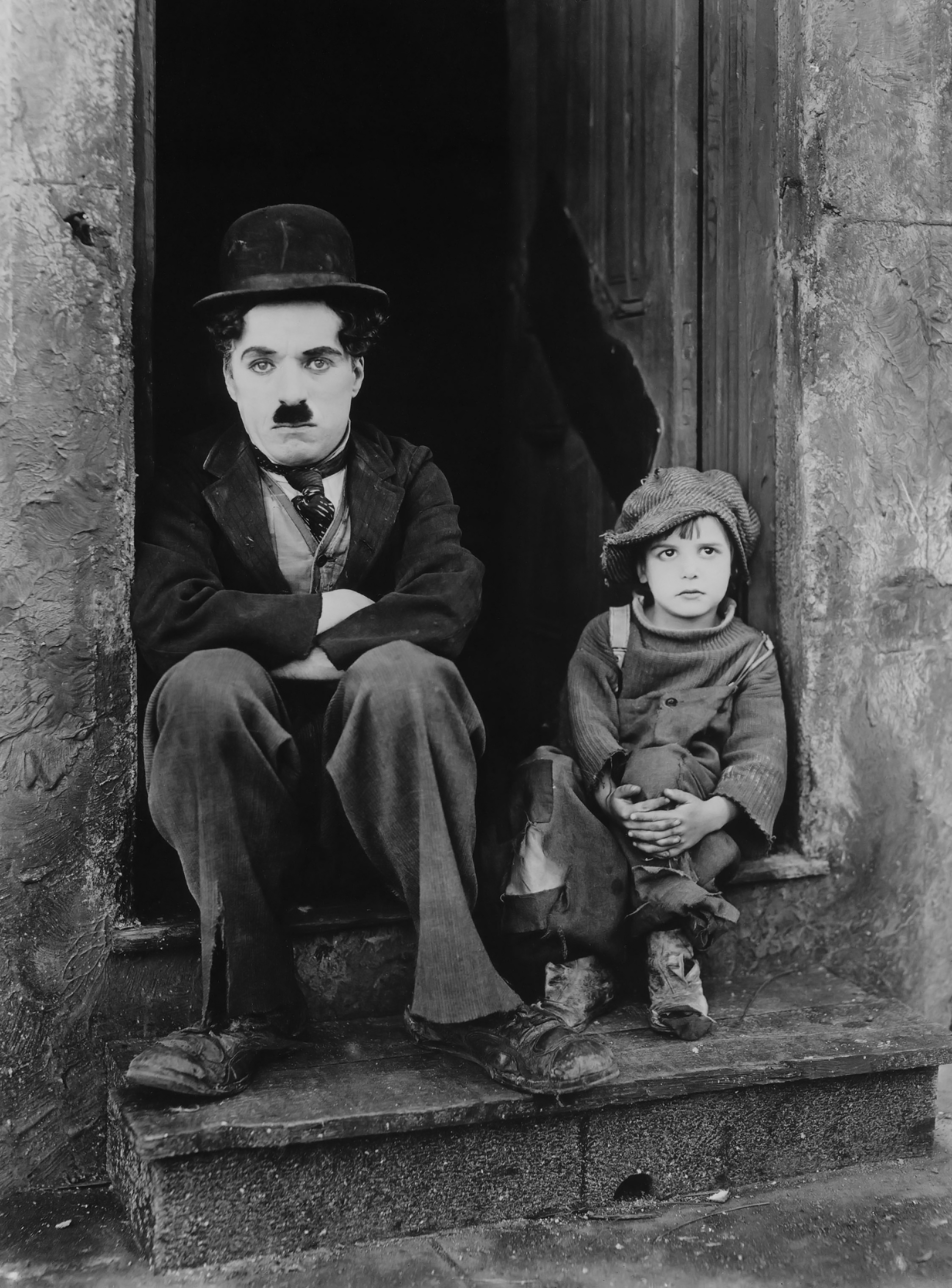
Mit Jackie Coogan in The Kid

Nach Ablauf des Vertrags mit Mutual suchte Charles Chaplin einen neuen Partner, der ihm nicht nur die finanzielle, sondern auch die zeitliche Unabhängigkeit zur Vollendung seiner Filme ermöglichte. Sydney Chaplin, der seit dem Herbst 1915 die Geschäfte seines Halbbruders führte, fand diesen Partner in der First National, die mit der Verpflichtung Chaplins gegen die marktbeherrschende Position von Paramount Pictures antreten wollte. Es wurde ein Vertrag über acht Filme abgeschlossen, für die First National vorab mehr als eine Million Dollar zahlte. Chaplin wurde sein eigener Produzent, behielt die Rechte an seinen Filmen und ließ in Hollywood ein Studio nach seinen eigenen Vorstellungen errichten.
Am 15. Januar 1918 begannen die Dreharbeiten zu Ein Hundeleben (A Dog’s Life), die erst nach zwei Monaten beendet wurden. Direkt nach Abschluss ging der Filmschaffende gemeinsam mit Douglas Fairbanks und Mary Pickford auf eine Tournee durch die Vereinigten Staaten, um für den Kauf von Kriegsanleihen zu werben. Chaplins nächster Film sollte dann auch den Ersten Weltkrieg zum Thema haben: Die Anleihe (The Bond). Nach einigen Mühen, einen passenden Handlungsstrang zu finden (er arbeitete noch immer ohne Drehbuch), entstand dann auch Gewehr über (Shoulder Arms), der zu einem der größten finanziellen Erfolge in seiner Karriere wurde.
Privat hatte Chaplin weniger Glück. Anfang des Jahres 1918 hatte er die gerade 16 Jahre alte Schauspielerin Mildred Harris kennengelernt, mit der er eine skandalumwitterte Beziehung einging. Chaplin und Harris heirateten am 23. September 1918. Der unglückliche Verlauf der Ehe lähmte Chaplins Schaffenskraft, die Dreharbeiten für die nächsten beiden Filme Auf der Sonnenseite (Sunnyside) und Charlie’s Picknick verzögerten sich und wurden mehrmals unterbrochen. Sunnyside wurde schließlich im April 1919 fertiggestellt, Charlie’s Picknick blieb zunächst unvollendet. Am 7. Juli kam Chaplins Sohn Norman Spencer zur Welt, der aber drei Tage nach der Geburt starb.
Chaplins Schaffenskrise endete, als er in einem Theater den Vierjährigen Jackie Coogan entdeckte. Chaplin entwickelte ein neues Filmprojekt, in dem Coogan an seiner Seite spielen sollte. Chaplin erkannte, dass dieser Film deutlich länger als seine bisherigen werden sollte. Um den Wunsch von First National nach der baldigen Veröffentlichung eines neuen Chaplin-Films zu erfüllen, griff er während einer Produktionspause auf das Material von Charlie’s Picknick zurück, drehte einige neue Szenen und veröffentlichte schließlich im Dezember 1919 unter dem Titel Vergnügte Stunden (A Day’s Pleasure) einen Zweiakter, der in der Tradition seiner Filme bei Essanay und Mutual stand.
Voller Eifer setzte Chaplin die Arbeiten an dem Film mit Jackie Coogan, der nun seinen endgültigen Titel The Kid erhalten hatte, fort. Der ganz in die Arbeit versunkene Chaplin wurde von der Scheidungsanklage seiner Ehefrau überrascht. Da Mildred eine Abfindung über 100.000 Dollar ablehnte, drohte die Pfändung des nach einem Jahr endlich fertiggedrehten Films. Im August 1920 wurden daraufhin die gesamten Negative von The Kid heimlich nach Salt Lake City geschafft, wo Chaplin einen ersten Rohschnitt anfertigte. Kurz darauf begann der Scheidungsprozess, der am 19. November 1920 mit einer gütlichen Einigung endete. Der Premiere von The Kid am 6. Januar 1921 stand nun nichts mehr im Wege. Chaplins erster Langfilm wurde zu einem Riesenerfolg, der in den nächsten drei Jahren in rund 50 Ländern vertrieben wurde.
Da sich First National bei der Vergütung von The Kid wenig kooperativ gezeigt hatte, wollte Chaplin seine vertraglichen Verpflichtungen so schnell wie möglich erfüllen, zumal er inzwischen als Mitbegründer von United Artists einen eigenen Filmvertrieb besaß. Innerhalb von fünf Monaten entstand der Zweiakter Die feinen Leute (The Idle Class). Die Dreharbeiten zum nächsten Film, Zahltag (Pay Day), unterbrach Chaplin schon nach wenigen Tagen, um im September 1921 zu einer Europareise zu starten, die ihn erstmals seit neun Jahren wieder in seine Heimat führte. Chaplin wurde von der Begeisterung für seine Person überwältigt. Er hielt seine Erfahrungen in dem Buch My Trip Abroad fest.
Im November 1921 setzte er seine Arbeit an Zahltag fort, der sein letzter Zweiakter werden sollte. Zahltag wurde am 2. April 1922 uraufgeführt. Chaplins letzter Film für First National, der Vierakter Der Pilger (The Pilgrim), wurde in nur 42 Drehtagen fertiggestellt. Erneute Streitigkeiten mit First National über die Vermarktung verzögerten aber die Premiere bis zum Februar 1923.

### Erste Arbeiten mit United Artists

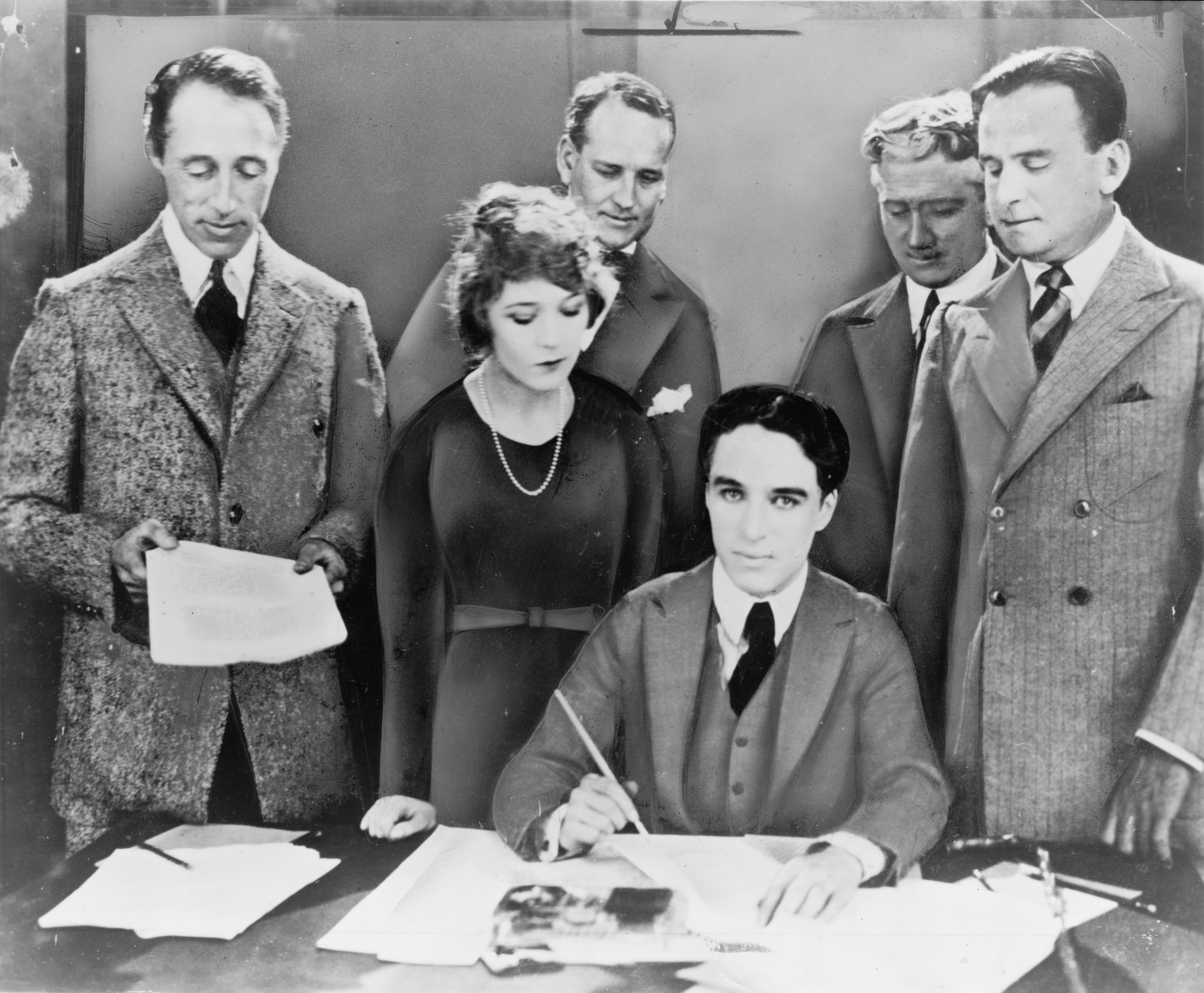
Chaplin unterzeichnet den Gründungsvertrag von United Artists (Fotomontage)

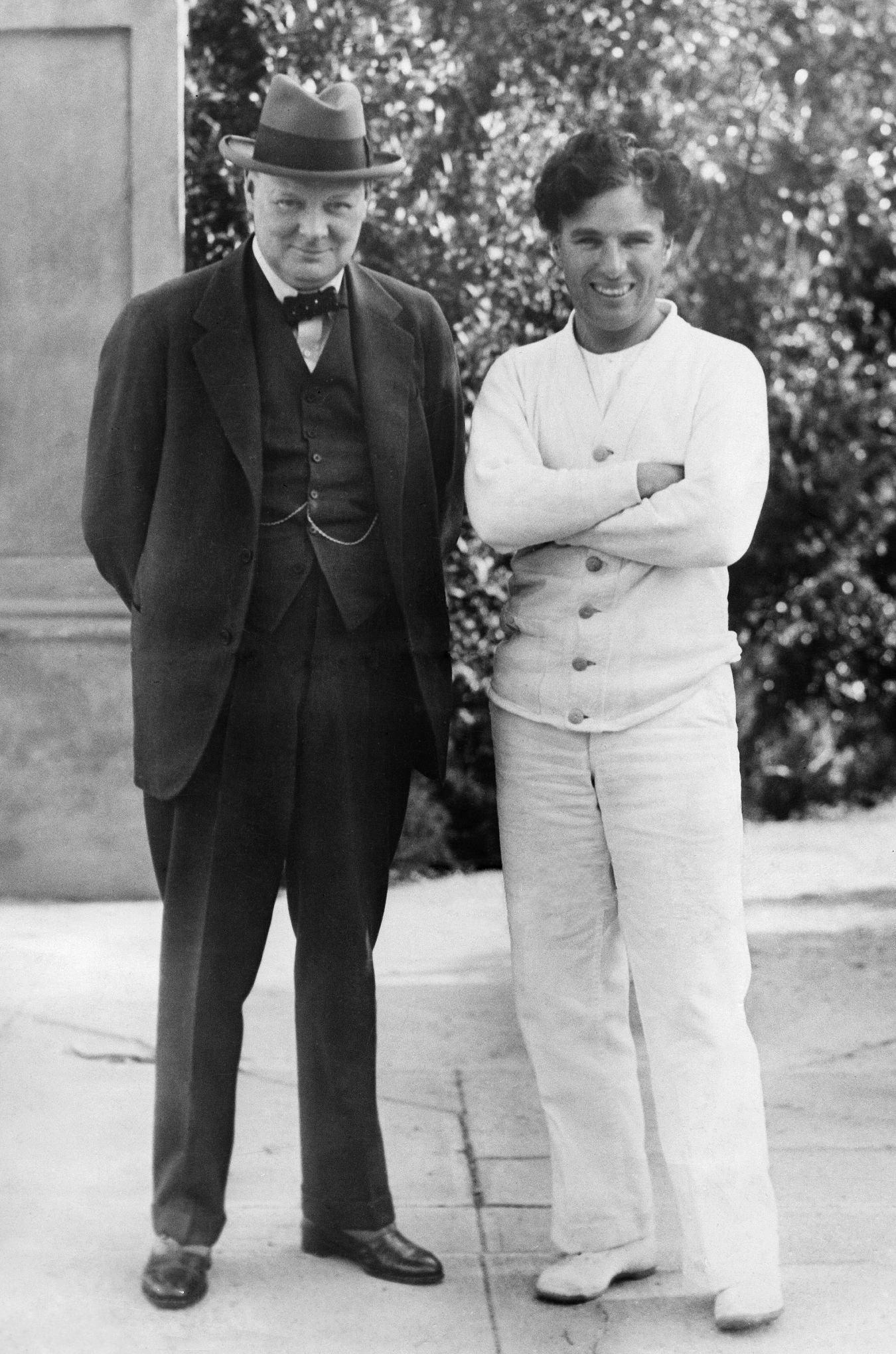
Mit Churchill, Hollywood, 1929

Nachdem sein Vertrag bei der First National ausgelaufen war, konnte Chaplin endlich seinen ersten Beitrag für United Artists vorbereiten. Bereits im Januar 1919 beschlossen Chaplin, die Schauspieler Douglas Fairbanks und Mary Pickford sowie der Regisseur D. W. Griffith, einen unabhängigen Filmverleih zu gründen, um so einem drohenden Monopol der etablierten Studios entgegenzutreten. Am 5. Februar 1919 wurden die Verträge für die Gründung von United Artists unterzeichnet. Chaplin war nicht nur Gründungsmitglied, sondern auch einer der vier Teilhaber der noch nicht an der Börse notierten Firma.
Mit seinem ersten Projekt für United Artists erfüllte sich Chaplin den lang gehegten Wunsch, einen ernsten dramatischen Film zu drehen. Der Film sollte außerdem Edna Purviance in ihrer ersten eigenständigen Hauptrolle eine neue Karriere in reiferen Frauenrollen eröffnen, da Chaplin sie nicht mehr als eine ideale Komödienpartnerin betrachtete. Seine Bekanntschaft mit Peggy Hopkins Joyce, die durch ihre zahlreichen Ehen und Liebesaffären berühmt wurde, inspirierte Chaplin zu der in Paris angesiedelten Geschichte des Liebesdramas Die Nächte einer schönen Frau (A Woman of Paris), die er von November 1922 bis Juni 1923 mit Edna Purviance und Adolphe Menjou in den Hauptrollen drehte. Chaplin hatte in dem Film nur einen wenige Sekunden dauernden Cameo-Auftritt als Gepäckträger.
Während der Dreharbeiten von Die Nächte einer schönen Frau stand Chaplins Beziehung zu Pola Negri im Mittelpunkt des öffentlichen Interesses. Er hatte die Schauspielerin während seiner Europareise in Berlin kennengelernt und traf sie im Oktober 1922 wieder, als sie sich auf ihr Hollywood-Debüt vorbereitete. Im Januar 1923 gaben beide ihre Verlobung bekannt, die Beziehung zerbrach jedoch bereits wenige Monate später.
Die Premiere von Die Nächte einer schönen Frau am 1. Oktober 1923 wurde von den Kritikern gefeiert. Das von Chaplin mühsam erarbeitete zurückhaltende, subtile Spiel der Protagonisten wurde von Kritikern als „Abkehr der bisherigen Leinwandgewohnheiten“ beschrieben. Es gilt als Vorbild für zahlreiche Regisseure der späten 1920er Jahre. Das Publikum konnte sich aber mit dem für Chaplin untypischen Melodram nicht anfreunden. Die Nächte einer schönen Frau wurde zu seinem ersten Flop.
Um einen größeren gesellschaftlichen Skandal abzuwenden, heiratete er 1924 die sechzehnjährige Lita Grey, die für seine nächste Produktion Goldrausch (The Gold Rush) als seine Filmpartnerin vorgesehen war. Lita war zu diesem Zeitpunkt schwanger. Grey wurde durch ihre 24-jährige Freundin Georgia Hale in Goldrausch ersetzt und hatte ebenso während der Dreharbeiten eine Affäre mit Chaplin.
Charles Chaplin junior wurde im Mai 1925 geboren. Der zweite Sohn Sydney Earle kam im März 1926 zur Welt, bevor die Ehe 1927 in einem aufsehenerregenden Prozess geschieden wurde. Lita Gray wurde mit 600.000 Dollar abgefunden.
Goldrausch, die Tragikomödie über die Strapazen von Goldsuchern auf der Jagd nach Reichtum, wurde im Jahre 1925 einer von Chaplins größten Erfolgen und er selbst sagte „[…] mit diesem Film möchte ich in Erinnerung bleiben.“ Im Jahre 1928 drehte Chaplin die Komödie Der Zirkus, der als kleinerer Klassiker in seinem Werk gilt. Die Dreharbeiten von Der Zirkus waren von zahlreichen Problemen überschattet.

### Lichter der GroßstadtundModerne Zeiten

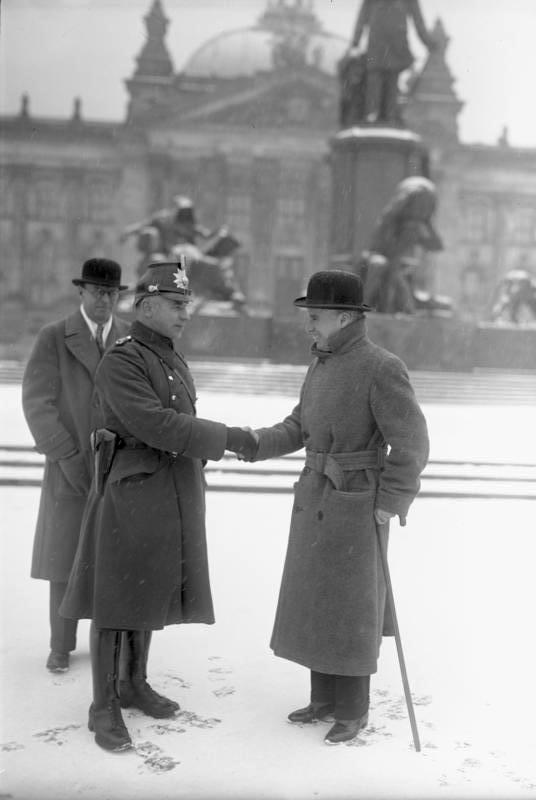
Deutschlandbesuch 1931 (im Hintergrund das Reichstagsgebäude)

Ende der 1920er Jahre erfolgte das Ende des Stummfilms in Hollywood, hinzu kamen die Folgen der Weltwirtschaftskrise. Das führte zu drastischen Veränderungen in Hollywood. So waren z. B. viele andere Slapstick-Komiker plötzlich nicht mehr gefragt. Trotz Warnungen seiner Kollegen drehte Chaplin mit Lichter der Großstadt im Jahre 1931 einen weiteren Stummfilm, da der Tramp seiner Meinung nach nur im Stummfilm funktionieren konnte. Der Film war aber nicht ganz stumm, es gab eine musikalische Tonspur, die Chaplin selbst komponierte, wodurch er nun auch erstmals zum Komponisten seiner Filme wurde. Abermals schlüpfte Chaplin in die Rolle des Tramps, der sich hier in einer gefühlskalten Stadt in ein blindes Blumenmädchen verliebt. Chaplin war dafür bekannt, mehrere Takes einer Szene zu drehen, damit auch alles stimmte. Die Szene, in welcher das Blumenmädchen den Tramp für einen reichen Mann hält, dauert nur drei Minuten und wurde 342-mal getaket, was sie laut Guinness World of Records 2025 zur meistgetaketen Szene in der Filmgeschichte macht. Das Risiko lohnte sich und die romantische Komödie mit gesellschaftskritischen Untertönen wurde ein massiver Erfolg bei Kritikern und Publikum. Nach der Uraufführung des Films am 30. Januar 1931 ging Chaplin bis Juni 1932 auf Weltreise. Er besuchte London, Berlin, Wien, Venedig, Paris, Algerien, die Schweiz und den Fernen Osten.
1931 wurde Charlie Chaplin während der Werbetour für Lichter der Großstadt bei der Ankunft am Bahnhof in Berlin begeistert empfangen. Doch am Bahnhof Friedrichstraße skandierten einige Dutzend Nazis lauthals „Nieder!“, wurden aber von den Hochrufen auf den Gast übertönt. Er gab Interviews mit linken Kreisen und wurde von ihnen stark vereinnahmt. Chaplin dementierte und bezeichnete sich als unpolitisch. Die rechte Presse machte daraufhin Front gegen ihn. Chaplin hielt die Weimarer Demokratie für stabil, sorgte sich aber trotzdem um politisch motivierte Aufführungsverbote seines neuen Films. Der Streifen wurde ein Erfolg und die Nazianfeindungen im Premierevorfeld schienen verhallt. In mehreren deutschen Städten versuchte die SA, Besucher von den Kinos fernzuhalten. Nach Hitlers Machtübernahme Ende Januar 1933 waren Chaplin-Filme zwölf Jahre lang im Deutschen Reich nicht mehr zu sehen.
Obwohl der Tonfilm nun bereits fest etabliert war, brachte Chaplin mit Moderne Zeiten (Modern Times) 1936 noch einen weiteren Stummfilm in die Kinos. Er arbeitete aber mit Toneffekten, auch um die beliebten Tonfilme zu parodieren, denen Chaplin skeptisch gegenüberstand. Er fürchtete, der Vagabund könnte an Beliebtheit einbüßen, wenn er in einer bestimmten Stimme sprechen würde. Erst am Ende des Films singt der Tramp ein Lied in einer Phantasiesprache, wie als Beleg dafür, dass es keiner Worte bedarf, um eine Geschichte zu erzählen. Der Erfolg an den Kinokassen bestätigte Chaplins herausragende Stellung als Filmkomiker. Da Chaplin in Moderne Zeiten die Auswüchse der Industrialisierung und des Kapitalismus kritisiert, warfen ihm konservative Kreise in den USA eine antikapitalistische und kommunistische Einstellung vor. Privat war er nun mit seiner Filmpartnerin Paulette Goddard liiert, die er 1936 heimlich heiratete.

### 1940:Der große Diktator
Am 15. Oktober 1940 war die Premiere von Chaplins erstem Tonfilm Der große Diktator (The Great Dictator). Chaplins satirische Parodie auf den Faschismus richtete sich symbolisch auch gegen die US-Staatsmacht und den Militarismus allgemein. Diesen Anti-Hitler-Film wollte die US-amerikanische Zensurbehörde zuerst nicht genehmigen. Die Enkeltochter Laura Chaplin gab als Grund an, die Deutschen hätten mit Wirtschaftssanktionen gedroht. Die Konservativen Amerikas unterschätzten anfangs Hitlers Machtwahn und sahen ihn als großartigen Politiker, als Verbündeten in Europa gegen den Bolschewismus Stalins. Chaplins Film passte ihnen nicht ins Konzept. Präsident Roosevelt selbst wollte den Film. Für Chaplin wäre ein Verbot wirtschaftlich problematisch gewesen. Berühmt ist die leidenschaftliche Rede Charlie Chaplins gegen Ende des Films. Sie endet mit einem eindringlichen Appell an die Soldaten zum Kampf für eine von Vernunft und Wissenschaft geprägte Welt im Namen der Demokratie.

“Let us fight for a world of reason, a world where science and progress will lead to all men’s happiness. Soldiers! in the name of democracy, let us all unite!”

Von den Nationalsozialisten wurde Chaplin irrtümlich für einen Juden gehalten. So bezeichnete Joseph Goebbels, wie ein Eintrag in seinem Tagebuch zeigt, ihn privat bereits 1928 als solchen. Spätestens seit 1931 wurde Chaplin von der NS-Presse offen als Jude tituliert. Chaplin verzichtete während der 1930er und 1940er Jahre aus Solidarität mit den Verfolgten des Nationalsozialismus darauf, diese Falschinformation zu dementieren, und stellte sie erst viel später richtig. Sein Freund Ivor Montagu meinte, dass diese Behauptung der Grund war, warum Chaplin Der große Diktator produzierte; denn er hatte ihn zuvor auf eine Nazischrift mit dem Satz: „Dieses kleine jüdische Stehaufmännchen ist so ekelhaft, wie es langweilig ist“, aufmerksam gemacht.
Anfang der 1940er Jahre hatte Chaplin die junge Schauspielerin Joan Barry (1920–2007) entdeckt und wollte mit ihr einen Film drehen. Sie begannen eine kurze Affäre miteinander. Nach Ende der Beziehung zeigte Barry zunehmend psychische Probleme und belästigte und bedrohte Chaplin. Nach der Geburt ihres Kindes 1943 gab sie an, dass Chaplin der Vater sei, und verklagte ihn. Ein Bluttest sprach gegen seine Vaterschaft, doch konnte Barrys Anwalt das Gericht von der Zweifelhaftigkeit der Tests überzeugen. Chaplin verlor den Prozess und musste Geld an Barry und ihr Kind zahlen. Der Skandal verschlechterte das Ansehen Chaplins in der amerikanischen Öffentlichkeit deutlich.
1942 wurde die Ehe mit Paulette Goddard geschieden. Kurz danach lernten Chaplin und Oona O’Neill (1925–1991), Tochter des Dramatikers Eugene O’Neill, einander kennen. Am 16. Juni 1943 heirateten Charlie Chaplin und die achtzehnjährige Oona O’Neill. 1944 wurde das älteste der acht gemeinsamen Kinder, die Tochter Geraldine geboren. 1946 folgte der Sohn Michael Chaplin.

### 1947–1952: Politische Verfolgung und Probleme bei der Wiedereinreise in die USA
Im Oktober 1947 musste Chaplin wiederholt vor dem Komitee für unamerikanische Umtriebe (House Un-American Activities Committee) aussagen. Der FBI-Chef J. Edgar Hoover, ein erbitterter Gegner Chaplins, versuchte ihm die Aufenthaltsgenehmigung zu entziehen. Im Dezember 1947 veröffentlichte der Filmstar in der englischen Sonntagszeitung Reynold’s News den Artikel „Ich erkläre Hollywood und seinen Bewohnern den Krieg!“.
Obwohl Chaplin seine größten Erfolge in den USA errang, behielt er seine britische Staatsangehörigkeit. Er selbst sah sich als Weltbürger. Charles Chaplin war liberal, kritisch und später ein Pazifist und passte damit nicht in das gängige Bild, das die US-Regierung von einem Filmstar erwartete. Auch an seinem Lebenswandel nahm man Anstoß.
Chaplin parodierte hintergründig auch die amerikanische Gesellschaft und wurde dadurch dem Staatsapparat verdächtig. Ihm wurde mangelnde Verfassungstreue vorgeworfen. In den 1930er und 1940er Jahren wurde man in den USA bereits mit der spöttischen Hinterfragung der herrschenden Gesellschaftsordnung als marxistisch oder kommunistisch verdächtigt. 1949 und 1951 bekamen die Chaplins zwei weitere Kinder: Josephine und Victoria.

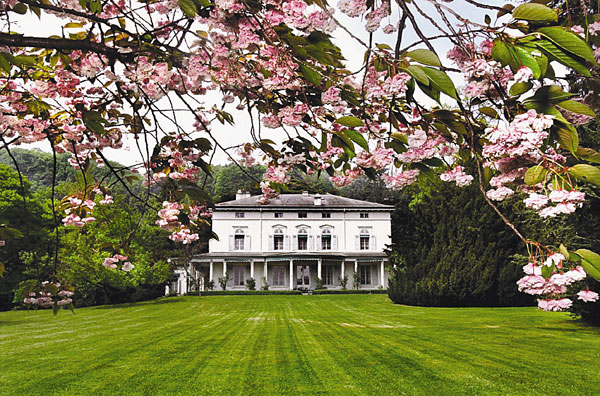
Chaplins Schweizer Domizil (1953–1977), seit 2016 Chaplin’s World – The Modern Times Museum

Am 17. September 1952 verließ Chaplin die Vereinigten Staaten für einen Kurzbesuch in England. Anlass war die Weltpremiere seines dort spielenden Films Rampenlicht (Limelight). Es war die Zeit zu Beginn der McCarthy-Ära, und da das FBI unter Hoover ihn „unamerikanischer Umtriebe“ verdächtigte, erreichte der FBI-Chef beim Immigration and Naturalization Service einen Tag später, am 18. September, den Widerruf von Chaplins Wiedereinreisegenehmigung in die Vereinigten Staaten.
Zunächst erhielt er von den US-Behörden zwar noch eine Wiedereinreisegenehmigung. Doch dann wurde ihm ein Telegramm zugestellt, in dem stand, dass er bei seiner Rückkehr wie ein neuer Einwanderer zuerst nach Ellis Island zur Vernehmung müsse, wo über seine Einreise endgültig entschieden werde. Das Justizministerium stützte sich dabei auf einen Paragraphen, gemäß dem aus Gründen der „Moral, Gesundheit oder Geistesgestörtheit oder bei Befürwortung von Kommunismus oder der Verbindung mit Kommunisten oder pro-kommunistischen Organisationen“ die Einreise verweigert werden konnte.
Chaplin beschloss daraufhin, in Europa zu bleiben. Er zog im Dezember 1952 in die Schweiz und ließ sich im Anwesen Manoir de Ban oberhalb Corsier-sur-Vevey am Genfersee nieder, das er kurz darauf kaufte (Lage).
Sein früher vermuteter Geburtsort London wurde mit der Freigabe seiner britischen Geheimdienstakte als unbewiesen entlarvt. Der Abwehrchef des MI5 schrieb im Abschlussbericht an die Amerikaner: „Es ist merkwürdig, dass wir keinen Eintrag über Chaplins Geburt finden können, jedoch kann ich mir nur schwer vorstellen, dass dies für unsere Sicherheit signifikant ist.“
Erst im Jahr 1996, detaillierter 2003, wurde bekannt, dass George Orwell einer Bekannten zuliebe dem Information Research Department (IRD), einer 1948 gegründeten Sonderabteilung des Britischen Außenministeriums zur Bekämpfung kommunistischer Infiltration, 1949 eine Liste mit den Namen von 38 Schriftstellern und Künstlern übergeben hatte, die er prokommunistischer Tendenzen bezichtigte. Hauptsächlich enthielt diese Liste die Namen von Journalisten, jedoch stand unter anderem auch Chaplin darauf.
Philipp Bühler bescheinigt 2005 Chaplins Film Moderne Zeiten, der „das ganze 20. Jahrhundert in einem Bild zusammenzufassen scheint“, „unverkennbar marxistische Vorzeichen“. Allerdings sei, so Bühler, Chaplin keinesfalls Kommunist gewesen. „Eher schon wollte Chaplin wissen, wie es in diesen Zeiten möglich ist, kein Kommunist zu werden.“ Bereits im Dezember 1935 meinte der Motion Picture Herald: „Er [Chaplin] ist sicher auch ein Philosoph, ein nicht allzu optimistischer, aber er ist zuallererst ein Showman – wie sein großes bürgerliches Vermögen beweist.“
Seine Hand- und Fußabdrücke von 1928 vor dem TCL Chinese Theatre wurden entfernt. Die Betonplatte mit seinen Abdrücken ist bis heute verschollen. Über die Verleihung eines Sternes für Chaplin auf dem Hollywood Walk of Fame gab es eine Kontroverse und aus politischen Gründen wurde ihm diese Ehrung bis 1972 verweigert.

### 1953–1957:Ein König in New York
1953 und 1957 wurden seine Kinder Eugene Anthony und Jane Cecil geboren.
1957 verarbeitete Chaplin in der Satire Ein König in New York (A King in New York) die bitteren Erfahrungen, die er im Umgang mit den USA gemacht hatte. In diesem Film prangerte er zugleich auch den frühen Obskurantismus in den USA an. Chaplin dazu: „America is so terribly grim in spite of all that material prosperity.“
In den USA wurde der Film erst 1973 gezeigt.
Besuch der Dreharbeiten für den Schweizer Film Ueli der Pächter
Alle Fotografien: Comet Photo, Bildarchiv der ETH Zürich, Brechershäusern 1955

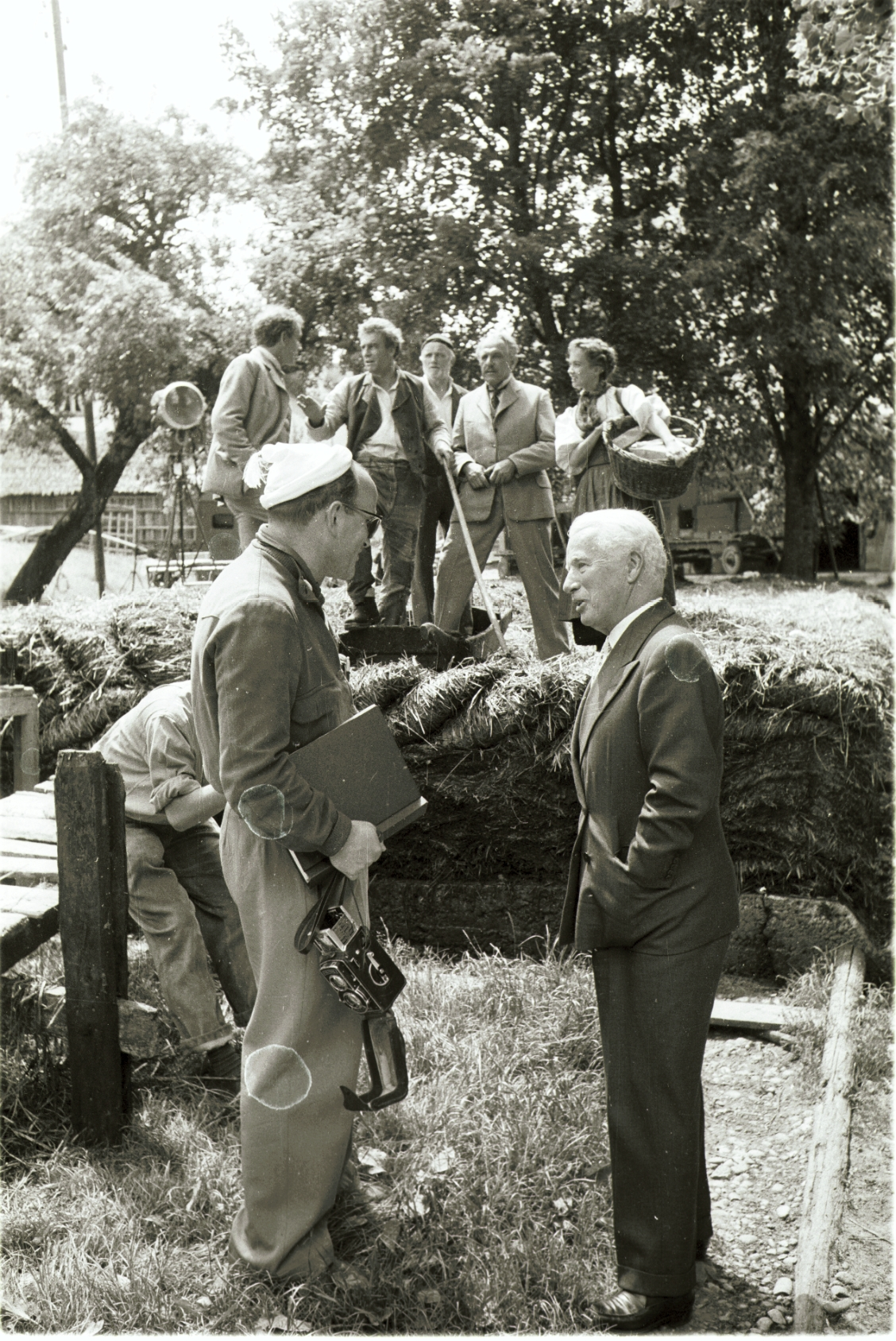
Der Regisseur Franz Schnyder im Gespräch mit Charlie Chaplin, Foto: Hans Gerber
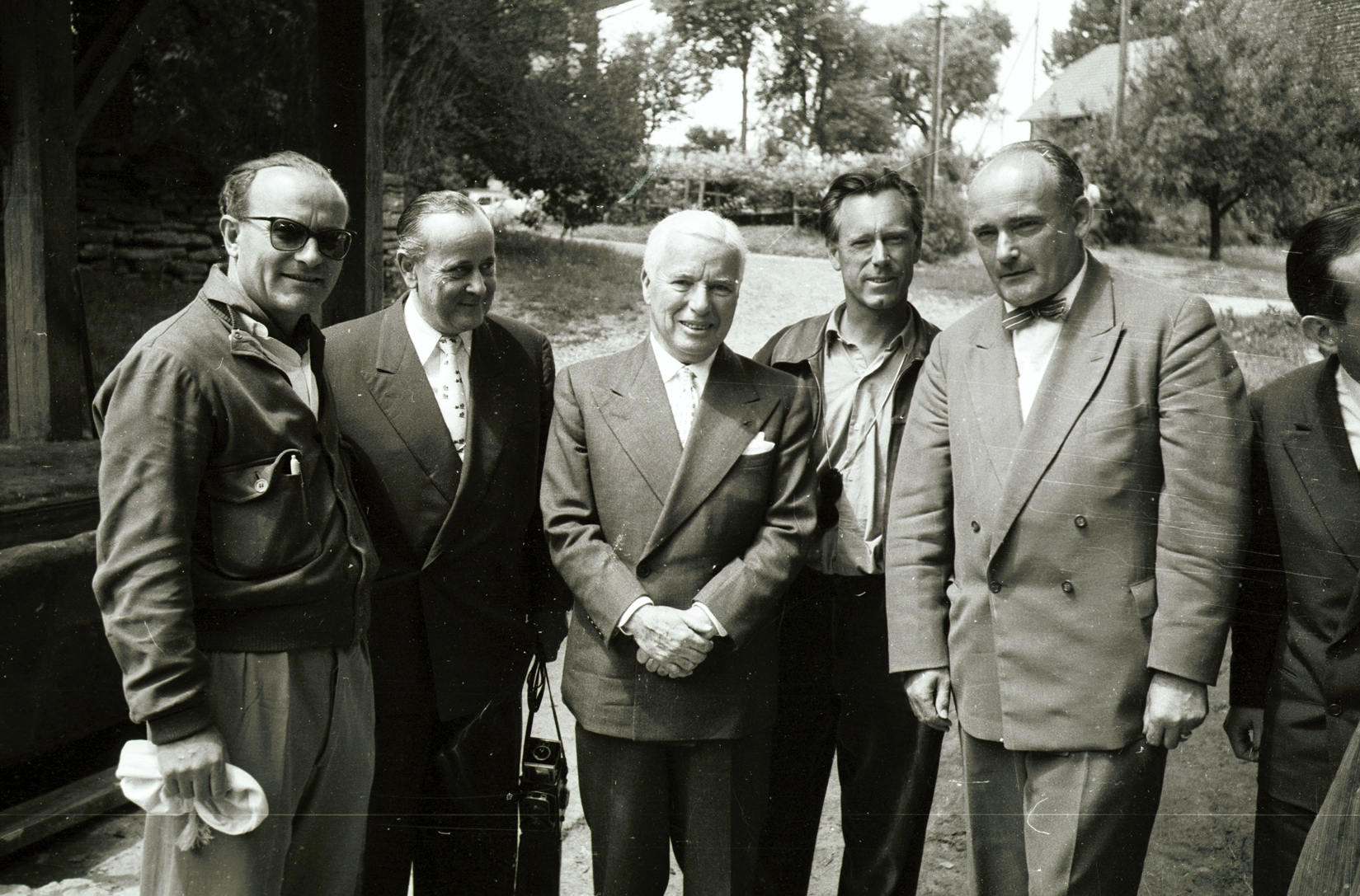
V. l. Franz Schnyder, Richard Schweizer, Charlie Chaplin, Emil Berna, Oscar Düby, Foto: Ders.
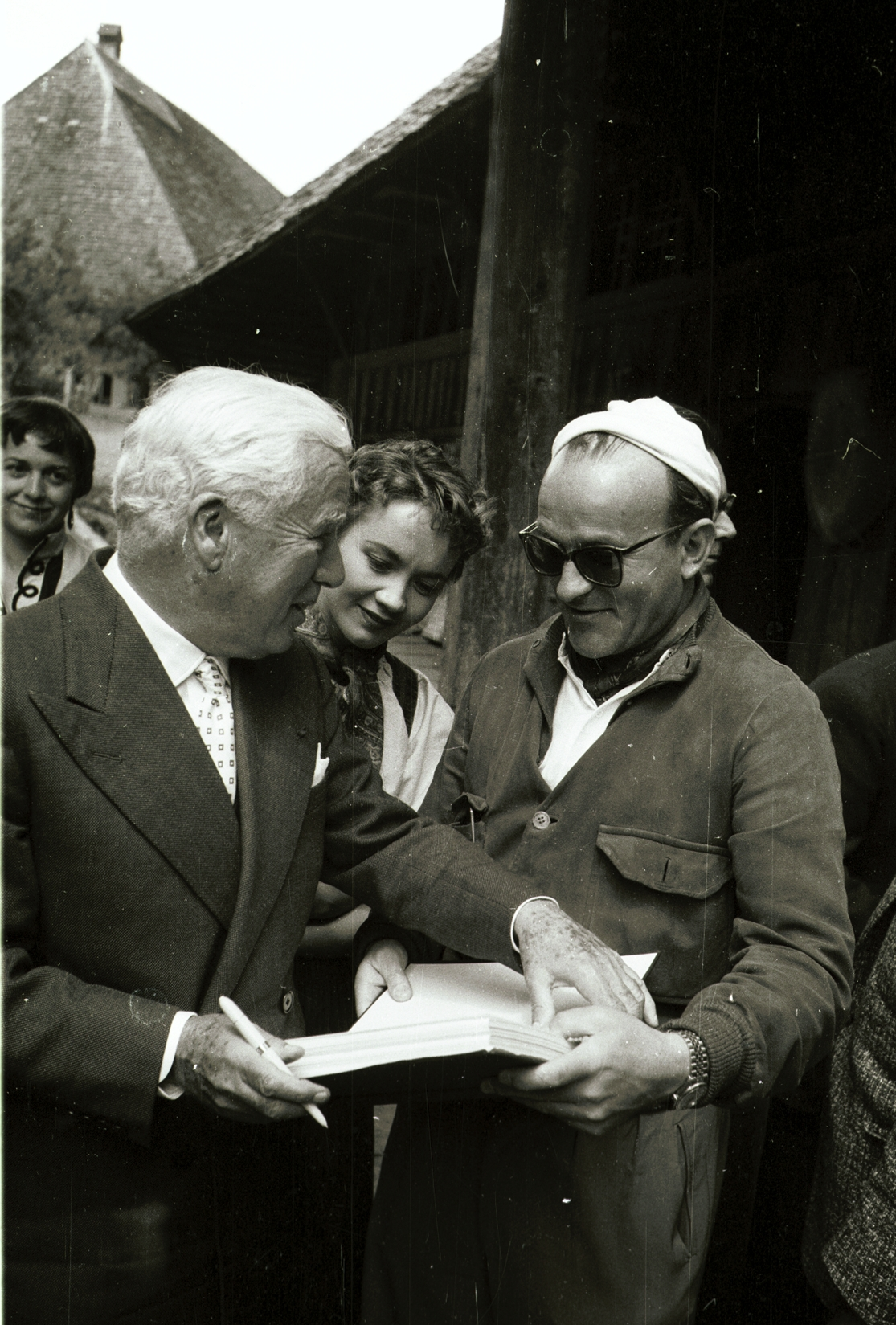
Franz Schnyder, rechts und Charlie Chaplin links, dahinter Liselotte Pulver, Foto: Ders.

### 1959–1977:Die Gräfin von Hongkongund Chaplins letzte Jahre

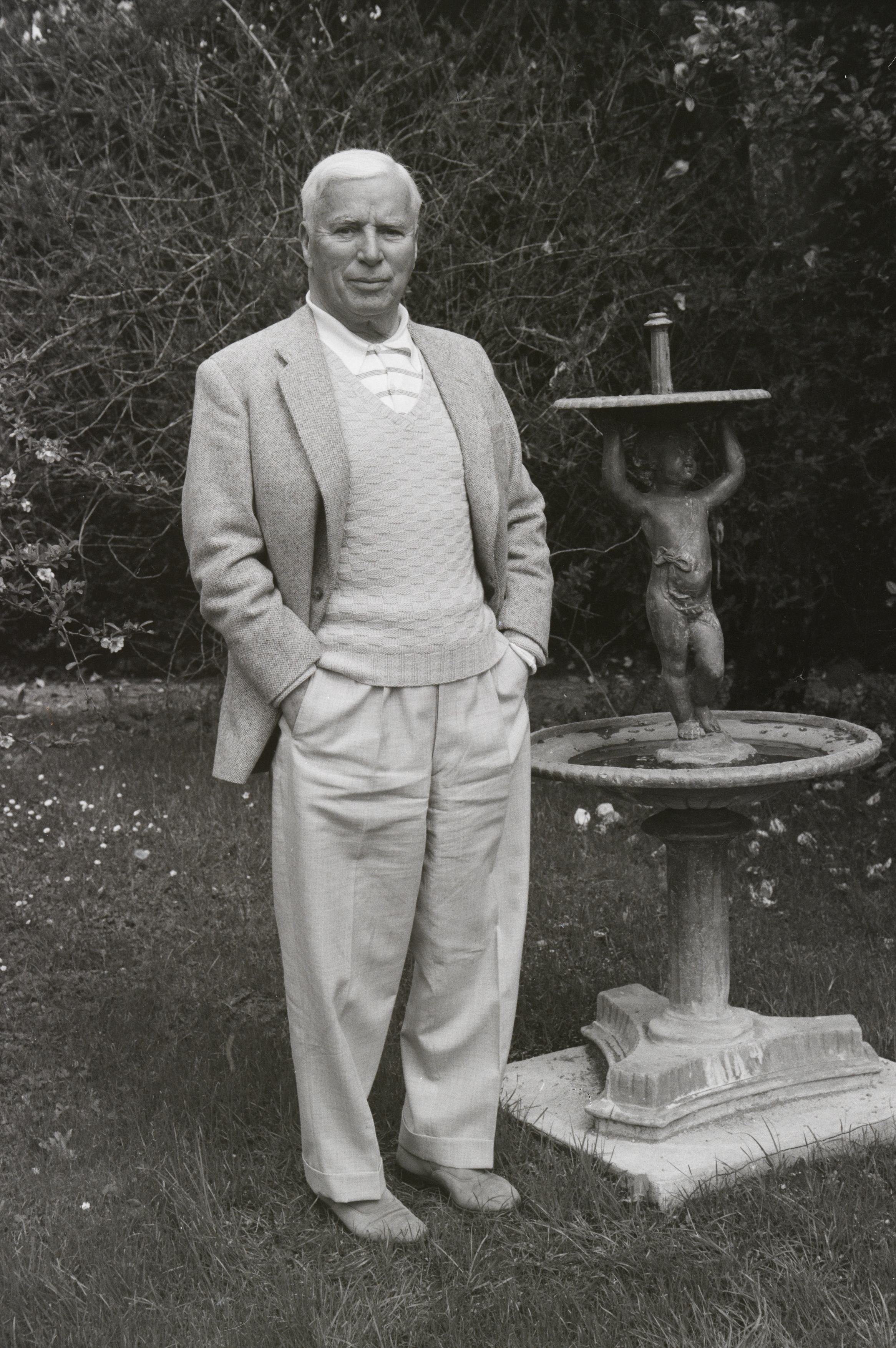
Charlie Chaplin an seinem Geburtstag (Vevey in der Schweiz, 1961)

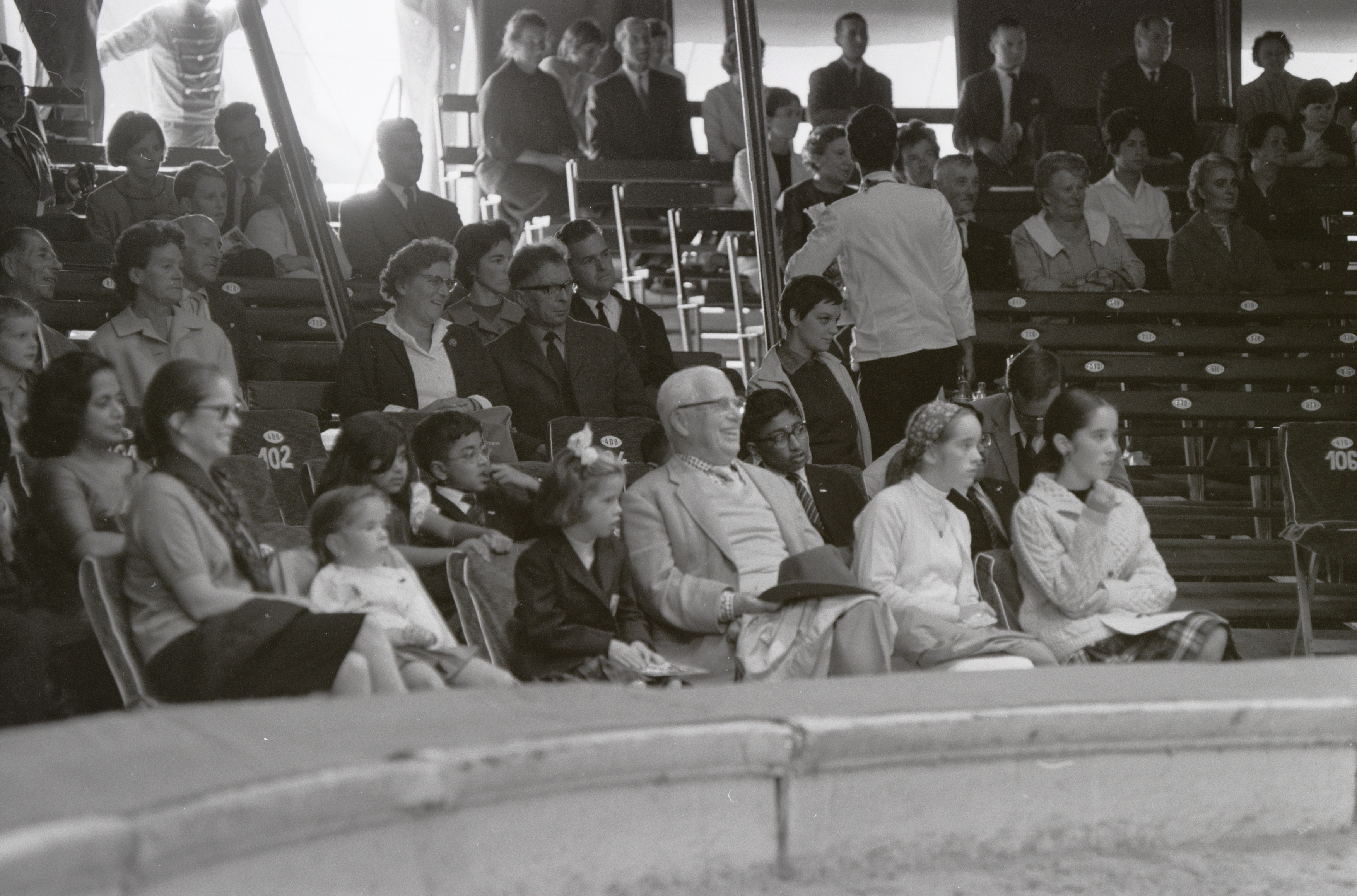
Charlie Chaplin mit seiner Frau Oona O’Neill und den vier Töchtern im Circus Knie, circa 1964

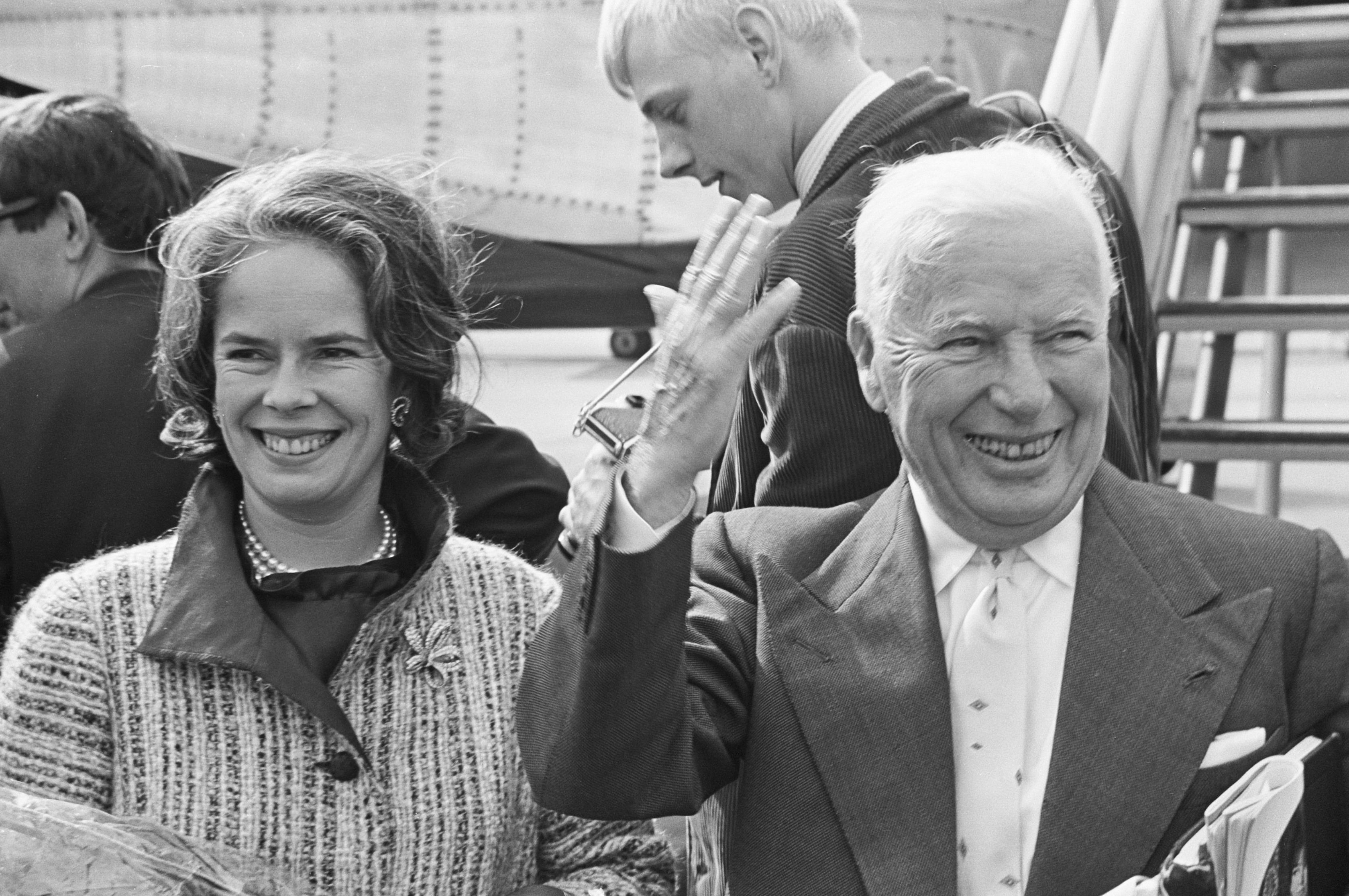
Oona und Charlie Chaplin am Flughafen Schiphol (Amsterdam), 1965

1959 und 1962 wurden Annette Emily Chaplin und Christopher James Chaplin geboren. 1967 drehte Chaplin den Film Die Gräfin von Hongkong (A Countess from Hong Kong), in dem er selbst in einer kleinen Nebenrolle als Schiffssteward zu sehen war. Der Film mit Marlon Brando und Sophia Loren in den Hauptrollen erhielt allerdings nur durchwachsene Kritiken. Nur der von Chaplin komponierte und geschriebene Filmsong This Is My Song wurde in der Version von Petula Clark zu einem internationalen Charterfolg. Bereits 1936 hatte Chaplin für Moderne Zeiten den Song Smile geschrieben, der über die Jahrzehnte vielfach gecovert, zum Evergreen wurde und auch Paul McCartney zum Lied Too Much Rain (auf dem 2005 erschienenen Album Chaos and Creation in the Backyard) inspirierte. 1970 veröffentlichte Chaplin Der Zirkus von 1928 mit neu komponierter und teilweise von ihm eingesungener Filmmusik erneut, 1971 folgte The Kid von 1921 ebenfalls mit neuer Filmmusik und neu geschnittener Fassung. Seine letzte Arbeit war 1976 eine Neukomposition für sein Stummfilm-Drama Die Nächte einer schönen Frau (1923).
1972 kehrte er anlässlich der Verleihung eines Ehrenoscars noch einmal kurzfristig in die Vereinigten Staaten zurück. Seine Tochter Geraldine erinnerte sich später: „Sie gaben ihm nur ein Visum für zehn Tage – wir konnten es einfach nicht fassen. Aber wir lagen falsch: Es hat ihm neuen Lebensmut gegeben. Er hat sogar ganz fröhlich erzählt: Die Amerikaner haben immer noch Angst vor mir.“ Bei der Oscarverleihung erhielt er einen zwölfminütigen Applaus vom Publikum, ein Rekord in der Oscar-Geschichte.
Im nächsten Jahr, 1973, gewann er, nach zwei Ehrenoscars 1929 und 1972, seinen einzigen regulären Oscar, zusammen mit Ray Rasch und dem zum Zeitpunkt der Nominierung bereits verstorbenem Larry Russel für die beste Filmmusik. Das Bemerkenswerteste daran war, dass der ausgezeichnete Film „Rampenlicht“ bereits mehr als zwanzig Jahre zuvor, 1952, gedreht und veröffentlicht wurde. Allerdings wurde er in den USA, wegen Chaplins Ausweisung zu dieser Zeit, erst 1972 gezeigt.
Nach Beendigung von Die Gräfin von Hongkong traten bei Chaplin ab Ende der 1960er Jahre immer häufiger körperliche Beschwerden auf; sein früherer robuster Gesundheitszustand wich in den letzten Jahren einer zunehmenden Gebrechlichkeit. Charlie Chaplin starb am 25. Dezember 1977 im Alter von 88 Jahren zu Hause in Corsier-sur-Vevey in der Schweiz.

### Nachleben

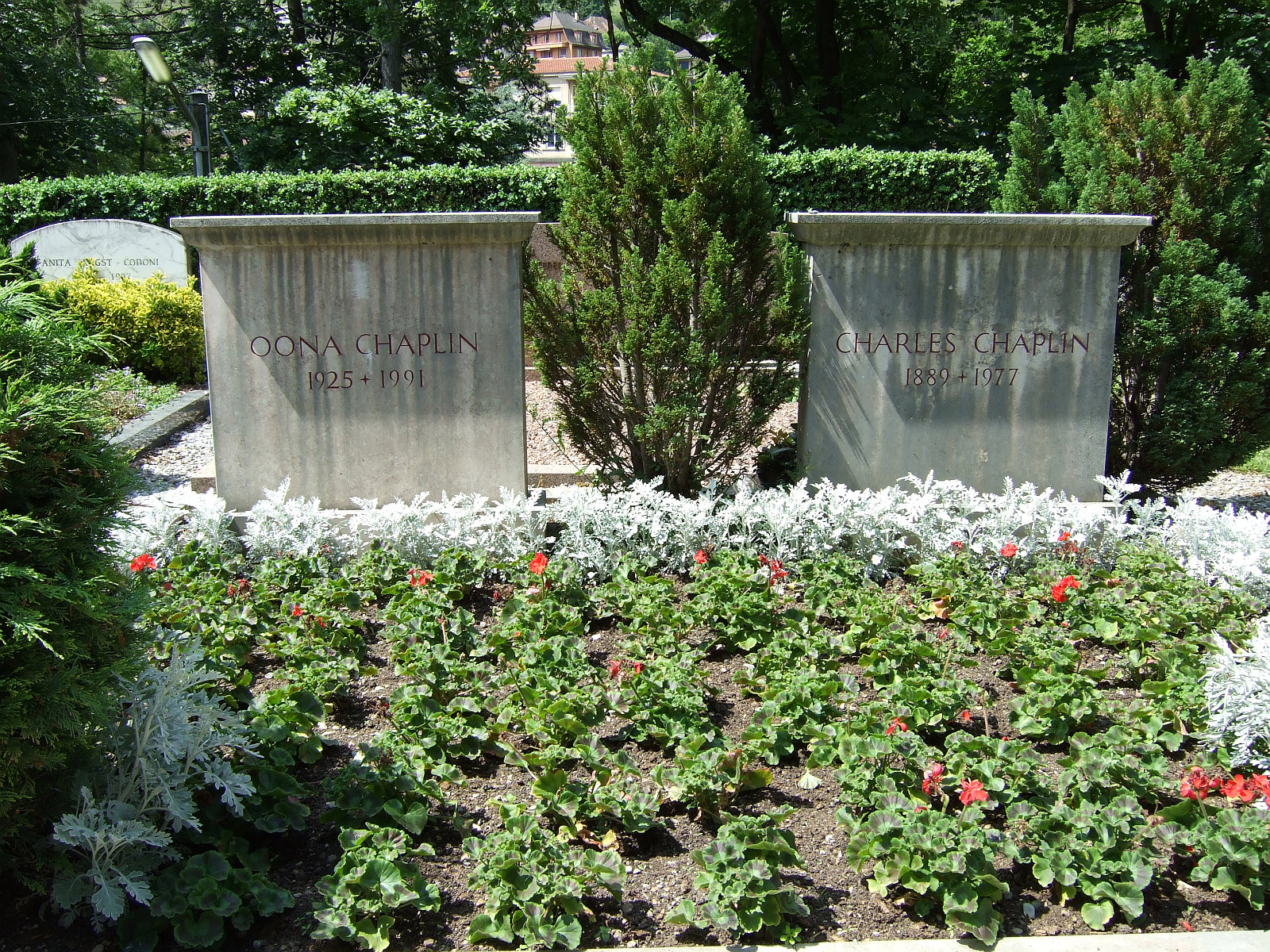
Gräber von Chaplin und Oona im Cimetière de Corsier-sur-Vevey

In der Nacht vom 1. auf den 2. März 1978 wurde Chaplins Leichnam vom Friedhof in Corsier-sur-Vevey (Schweiz) gestohlen (Lage). Die Täter wollten von den Hinterbliebenen 600.000 Schweizer Franken erpressen. Der Plan scheiterte, sie wurden gefasst, und Chaplins sterbliche Überreste wurden erneut beerdigt.
„Es war surreal, hatte aber auch komische Seiten“, berichtete seine Tochter Geraldine. „Zur Geldübergabe sind wir mit dem Rolls Royce meiner Mutter gefahren. Im Fußraum war ein Polizist versteckt, so ein 007-Typ mit Waffe. Er neigte zur Reisekrankheit und hat sich mitten im Einsatz übergeben. […] Ein Postbeamter hatte den Funkverkehr mitgehört. Er war in der Mittagspause und dachte: Action! Mit dem Postlaster hat er sich an uns drangehängt. Um uns herum waren überall Zivilpolizisten, die den Briefträger sofort aus dem Auto geholt haben. Besorgte Schweizer Bürger haben das dann für einen Postraub gehalten, die Nummern der Zivilstreife notiert und die örtliche Polizei auf ihre eigenen Kollegen gescheucht. Es war wie ein letzter Chaplin-Film.“
Seine Frau ließ danach eine zwei Meter dicke Betonschicht über dem Sarg anbringen. Nach dem Tod seiner Witwe Oona wurde das Grab 1991 zubetoniert. Basierend darauf entstand 2008 das Theaterstück Kidnappin’ Chaplin von Martin Kolozs, das am 15. Juni desselben Jahres im Rahmen des 4. Tiroler Dramatikerfestivals in Österreich uraufgeführt wurde.
An der Seepromenade in Vevey am Genfersee steht eine Skulptur Chaplins (Lage), die der englische Bildhauer John Doubleday geschaffen hat.
2004 wurde in London ein Spazierstock Chaplins bei einer Auktion von Filmrequisiten für 47.800 Pfund versteigert. Ein Schnurrbart zum Film Der große Diktator erzielte knapp 12.000 Pfund, ein weiterer rund 18.000 Pfund.
Nach 66 Jahren Vergessenheit tauchte in der Cineteca di Bologna eine Romanvorlage mit dem Titel Footlights von Chaplin auf.
Der Stummfilmstar, der den Beginn der Tonfilmära lange ignorierte, war auch Filmkomponist. Heutzutage kann man seine Filmmusik auch in Klassikkonzerten hören.
Das Herrenhaus Manoir-de-Ban in Corsier-sur-Vevey, Chaplins letztem Wohnort, zählt heute zum Schweizer Kulturerbe und ist seit April 2016 als Museum unter dem Namen Chaplin’s World (auch Chaplin’s World by Grévin) für die Öffentlichkeit zugänglich.

## Einordnung und Arbeitsweise

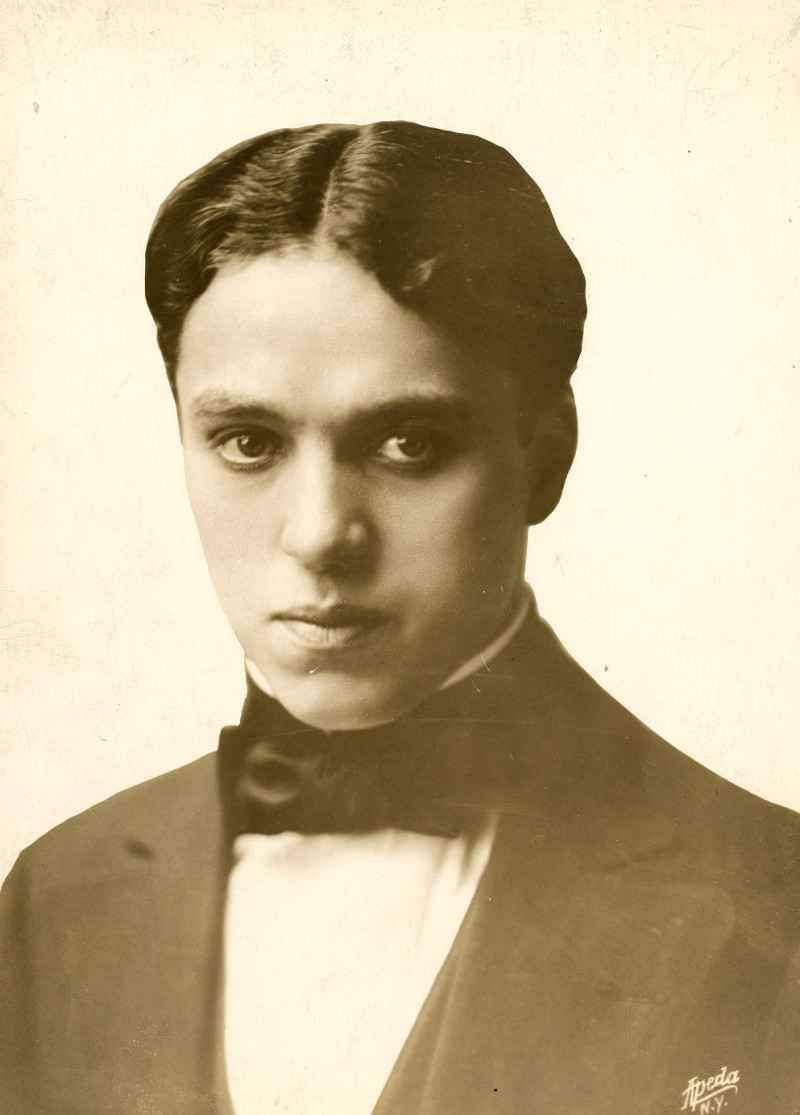
Chaplin, 1912

Chaplin zählt mit Buster Keaton und Harold Lloyd zu den bekanntesten Komikern der Stummfilmzeit. Chaplin inszenierte gerne romantische Liebesgeschichten, bei denen die Frauen bewusst als idealisierte Sehnsuchtsobjekte in Szene gesetzt sind. Zudem mangelt es seinen Filmen nicht an Pathos. Charakteristisch ist ebenfalls Chaplins Einsatz zunächst einmal weitgehend unbekannter Schauspieler, auf deren Mitwirken er in vielen Fällen – z. B. Henry Bergman, Albert Austin und Al Ernest Garcia – teilweise über Jahrzehnte vertraute. Eine seiner längsten Partnerschaften hatte er mit seinem ständigen Kameramann Roland Totheroh, der ihn zwischen 1916 und 1947 bei fast allen Filmen begleitete.
Zu Kameraführung und Tricks in seinen Filmen bemerkte Chaplin: „Ich persönlich verabscheue alle Tricks: Eine Aufnahme durch das Kaminfeuer vom Blickpunkt eines Stücks Kohle aus oder die Fahraufnahme, mit der der Schauspieler durch die Hotelhalle begleitet wird, als wenn jemand mit dem Fahrrad hinter ihm herführe; mir kommt so etwas billig und zu dick aufgetragen vor.“ Solch „pompöse Effekte“ seien langweilig und würden fälschlicherweise mit dem viel strapazierten Wort „Kunst“ bezeichnet. Die Kamera dürfe sich nicht in den Vordergrund spielen, sondern müsse den Bewegungen des Schauspielers folgen. „Die Kardinaltugend beim Filmen ist immer noch die richtige Zeitökonomie“, also mit schnellen Schnitten und einer guten Auflösung einer Szene. Gegen die Kritik, seine Kameraführung sei altmodisch und gehe nicht mit der Zeit, wehrte sich Chaplin in seiner Autobiografie, dass die Technik das Ergebnis seines eigenen Nachdenkens über Logik und Auffassung sei. „Wenn Kunst mit der Zeit gehen muss, dann wäre Rembrandt nicht mehr als ein Vorläufer von Van Gogh“.
Chaplin gehörte zu den Gründervätern der Traumfabrik und auch der Filmkomödie im Allgemeinen, aber er war kein Hollywoodstar, als der er oft bezeichnet wird: Hollywood gab es noch gar nicht, während er schon ein Star war. Vom späteren Hollywood mit seinem Studiosystem distanzierte Chaplin sich beispielsweise in seiner Autobiografie stark. Ihm war als Filmemacher insbesondere eine künstlerische Unabhängigkeit wichtig, die es im Studiosystem kaum gab. Auch ist es nicht zutreffend, dass in seinen Filmen immer das „Gute im Menschen“ propagiert würde. In seinen frühen Werken gab es durchaus Brutalität und einen Charlie, der nicht der Nette war. In einem Film gibt er einem Kind ganz unbedarft eine Schusswaffe. Über die Schauspielerei äußerte er sich, dass ein großer Schauspieler – auch wenn das egozentrisch klinge – sich in dieser bestimmten Rolle lieben würde. Über Schauspieltechniken wie Method Acting äußerte sich Chaplin nicht grundsätzlich schlecht, kritisierte aber, dass so etwas nicht gelehrt werden könne: „Wenn es notwendig ist, an einem Schüler geistige Operationen vorzunehmen, dann beweist das, dass dieser Schüler die Schauspielerei aufgeben sollte.“

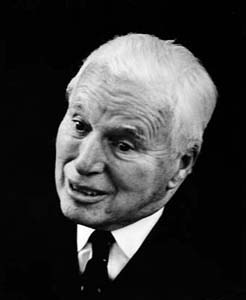
Chaplin, 1965

Chaplin setzte Meilensteine in der Filmgeschichte. So ist „The Kid“ eine zuvor noch nicht dagewesene Verknüpfung von Filmkomödie und Sozialdrama. Das Fernsehmagazin Prisma schreibt in seiner Chaplin-Kurzbiografie, dass er der erste „Weltstar des Films“ gewesen sei und in seiner Bedeutung für die Künste des 20. Jahrhunderts nur mit jener von Pablo Picasso vergleichbar sei.
Der Philosoph und Literaturkritiker Walter Benjamin hob bereits 1929 die besondere Rolle des Humors im Film, als Auslöser eines „Affekt des kollektiven Gelächters“, hervor: „Chaplin hat sich in seinen Filmen“, notierte Benjamin noch vor Moderne Zeiten, „an den zugleich internationalsten und revolutionärsten Affekt der Massen gewandt, das Gelächter.“ Diesem Lachen kann seiner Theorie zufolge unter bestimmten Umständen durchaus heilende Wirkung zugeschrieben werden; besonders, wenn wie bei Chaplin eine Relativierung und Entlarvung vorhandener Konflikte in der Gesellschaft auf sinnlicher Ebene vorausgeht.

## Romancier
66 Jahre nach der Entstehung tauchte in einem Filmarchiv der Cineteca di Bologna eine Romanvorlage mit dem Titel Footlights von Chaplin auf. Die Story um eine Tänzerin und einen Clown bildete eine Grundlage für das Drehbuch von Limelight.
Chaplin war bereits als Jugendlicher mit Gesangsdarbietungen im Stadtviertel Soho (London) aufgetreten, bevor er als Schauspieler auf Bühnen mit noch nicht elektrischer Bühnenbeleuchtung stand. Mit Beginn des zweiten Drittel des 19. Jahrhunderts wurden die Petroleum- und Gaslampen des Rampenlichts vielerorts durch Drummondsches Licht ergänzt oder ersetzt (englische Bezeichnung Limelight, häufig mit „Rampenlicht“ übersetzt). Chaplin nannte seinen Roman im Entwurf Footlight, für althergebrachte, gleißend helle „Kalklichter“: Fußlichter, die unten und an einer Bühne zur Beleuchtung stehen.
Nach Angaben des Filmhistorikers David Robinson ließ sich der Filmschaffende für den Handlungsstrang durch eine „kurze, aber entscheidende Begegnung mit dem russischen Choreografen Vaslav Nijinsky im Jahr 1916“ inspirieren. Laut der Kinemathek von Bologna erinnert der Schreibstil des Skripts an den Romanschreiber Charles Dickens, vor allem aufgrund der ausgefeilten Herausarbeitung der Roman-Charaktere.
Die Kinemathek von Bologna zählt zu den führenden Institutionen für Film-Rekonstruktionen weltweit. Ihr übergab die Familie des Verstorbenen seinen Nachlass mit der Maßgabe, das filmische Œuvre von Chaplin wiederherzustellen. Im Nachlass fanden sich mehrere getippte Manuskriptversionen. Die nun veröffentlichten Romanfragmente sind in dem Buch Footlights with The world of limelight mit Dokumenten und Fotos aus dem Nachlass des Künstlers illustriert. Robinson fungierte dabei als Mitautor, die Cineteca di Bologna als Herausgeber.

## Preise, Ehrungen und Auszeichnungen
| Platz | Film                      |
| ----- | ------------------------- |
| 39    | Moderne Zeiten            |
| 42    | Lichter der Großstadt     |
| 57    | Der große Diktator        |
| 101   | Der Vagabund und das Kind |
| 151   | Goldrausch                |

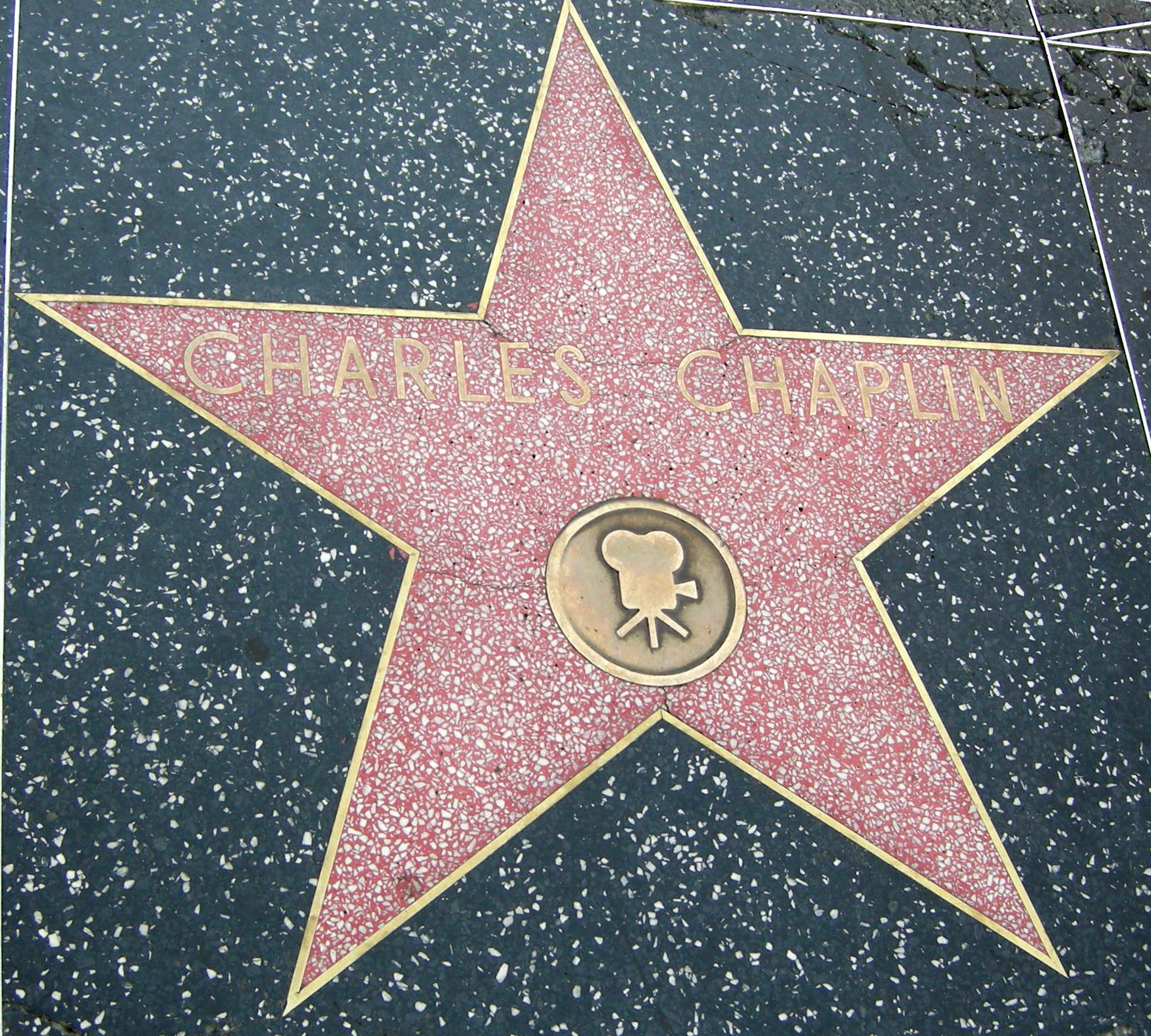
Stern auf dem Hollywood Walk of Fame

- 1925: Kinema Junpo Award (Japan) bester künstlerischer Film für A Woman of Paris
- 1927: Kinema Junpo Award (Japan) als bester ausländischer Film für Goldrausch
- 1928: Hand- und Fußabdrücke in Beton vor dem TCL Chinese Theatre (wurden entfernt)[43]
- 1929: Ehrenoscar für „Vielseitigkeit und Genie in Bezug auf Schauspiel, Regie, Drehbuch und Produktion“ bei Der Zirkus
- 1940: New York Film Critics Circle Award für Der große Diktator (Chaplin lehnte die Annahme des Preises ab.)
- 1941: Oscar-Nominierung für Der große Diktator (bester Film, bestes Original-Drehbuch, beste Hauptrolle)
- 1948: Oscar-Nominierung für Monsieur Verdoux – Der Frauenmörder von Paris (bestes Original-Drehbuch)
- 1949: Bodil (Dänemark) für Monsieur Verdoux – Der Frauenmörder von Paris (bester amerikanischer Film)
- 1953: Blue Ribbon Award (Japan) für Monsieur Verdoux – Der Frauenmörder von Paris (bester fremdsprachiger Film)
- 1953: Nastro d’Argento (Bester ausländischer Film / Miglior Film Straniero) des Sindacato Nazionale Giornalisti Cinematografici Italiani für Rampenlicht
- 1953: Kinema Junpo Award (Japan) als bester ausländischer Film für Monsieur Verdoux – Der Frauenmörder von Paris
- 1954: Internationaler Friedenspreis des Weltfriedensrates („Leninpreis“)
- 1959: Bodil (Dänemark) (Ehrenpreis)
- 1961: Kinema Junpo Award (Japan) als bester ausländischer Film für Der große Diktator
- 1962: Ehrendoktor der Universität Oxford
- 1971: Mitglied der französischen Ehrenlegion
- 1972: Stern auf dem Hollywood Walk of Fame (zunächst aus politischen Gründen verweigert)[44]
- 1972: Ehrenoscar für seine „unschätzbaren Verdienste um die Filmkunst“
- 1972: Gala Tribute der Film Society of Lincoln Center
- 1972: Goldener Löwe der Filmfestspiele von Venedig für sein Lebenswerk
- 1973: Oscar für die beste Originalmusik für Rampenlicht (Limelight)
- 1974: Honorary Life Member Award der Directors Guild of America
- 1974: Jussi (Finnland) als bester ausländischer Filmemacher für Moderne Zeiten und Der große Diktator
- 1975: Als Knight Commander des Order of the British Empire (KBE) von der britischen Königin Elisabeth II. zum Ritter geschlagen (1956 hatte die US-Regierung gegen die bereits geplante Ehrung interveniert).[69][70]
- 1976: Ehrenmitglied der American Academy of Arts and Letters[71]
- 1977: British Academy Film Award (Academy Fellowship)
- Chaplin war korrespondierendes Mitglied der Akademie der Künste der DDR.
- Er wird, ohne Nennung einer Loge, häufig als Mitglied des Bundes der Freimaurer genannt,[72] allerdings ist dies stark umstritten.[73][74]
- Er war in Los Angeles Mitglied der Loge 134 des Loyal Order of Moose.[75]

## Filmografie

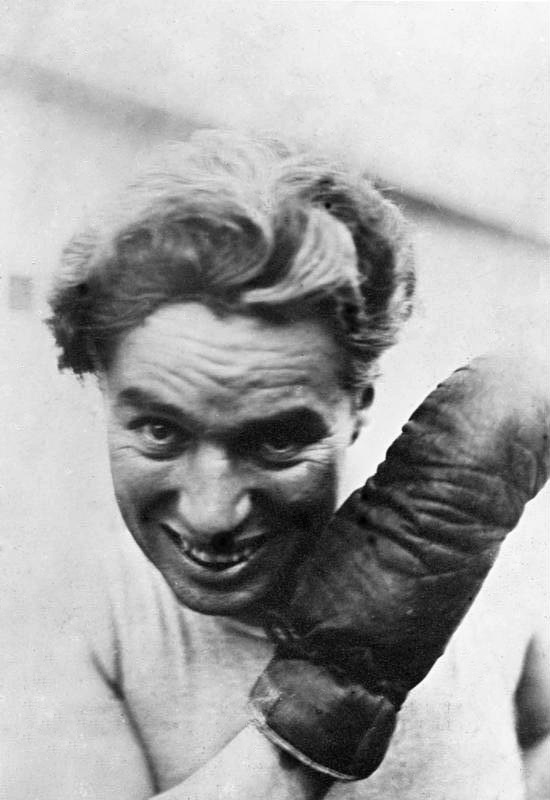
Der Hobbyboxer

### Keystone
- 1914: Wunderbares Leben (Making a Living)
- 1914: Seifenkistenrennen in Venice (Kid Auto Races at Venice, Cal.)
- 1914: Mabel in peinlicher Lage (Mabel’s Strange Predicament)
- 1914: A Thief Catcher
- 1914: Between Showers
- 1914: A Film Johnnie
- 1914: Tango Tangles
- 1914: His Favorite Pastime
- 1914: Cruel, Cruel Love
- 1914: The Star Boarder
- 1914: Mabel at the Wheel
- 1914: Twenty Minutes of Love
- 1914: Caught in a Cabaret
- 1914: Caught in the Rain
- 1914: A Busy Day
- 1914: The Fatal Mallet
- 1914: Ihr Freund, der Bandit (Her Friend the Bandit, verschollen)
- 1914: The Knockout
- 1914: Mabel’s Busy Day
- 1914: Mabel’s Married Life
- 1914: Laughing Gas
- 1914: The Property Man
- 1914: The Face on the Bar Room Floor
- 1914: Recreation
- 1914: Die Maskerade (The Masquerader)
- 1914: His New Profession
- 1914: The Rounders
- 1914: The New Janitor
- 1914: Those Love Pangs
- 1914: Teig und Dynamit (Dough and Dynamite)
- 1914: Gentlemen of Nerve
- 1914: His Musical Career
- 1914: His Trysting Place
- 1914: Tillies gestörte Romanze (Tillie’s Punctured Romance)
- 1914: Getting Acquainted
- 1914: His Prehistoric Past

### Essanay
- 1915: Charlie gegen alle (His New Job)
- 1915: Eine verbummelte Nacht (A Night Out)
- 1915: Der Champion (The Champion)
- 1915: Im Park (In the Park)
- 1915: Entführung (A Jitney Elopement)
- 1915: Der Tramp (The Tramp)
- 1915: An der See (By the Sea)
- 1915: His Regeneration (Cameo-Auftritt)
- 1915: Arbeit (Work)
- 1915: Eine Frau (A Woman)
- 1915: Die Bank (The Bank)
- 1915: Gekidnappt (Shanghaied)
- 1915: Eine Nacht im Variété (A Night in the Show)
- 1916: Polizei (Police)
- 1916: Charlie Chaplins Carmen-Parodie (A Burlesque on Carmen)
- 1918: Triple Trouble (zusammengeschnitten aus unfertigen Chaplin-Filmen)

### Mutual
- 1916: Der Ladenaufseher (The Floorwalker)
- 1916: Der Feuerwehrmann (The Fireman)
- 1916: Der Vagabund (The Vagabond)
- 1916: Ein Uhr nachts (One A.M.)
- 1916: Der Graf (The Count)
- 1916: Das Pfandhaus (The Pawnshop)
- 1916: Hinter der Leinwand (Behind the Screen)
- 1916: Die Rollschuhbahn (The Rink)
- 1917: Leichte Straße (Easy Street)
- 1917: Die Kur (The Cure)
- 1917: Der Einwanderer (The Immigrant)
- 1917: Der Abenteurer (The Adventurer)

### First National
- 1918: Ein Hundeleben (A Dog’s Life)
- 1918: Die Anleihe (The Bond)
- 1918: Gewehr über (Shoulder Arms)
- 1919: The Professor
- 1919: Auf der Sonnenseite (Sunnyside)
- 1919: Vergnügte Stunden (A Day’s Pleasure)
- 1921: The Kid (The Kid)
- 1921: The Nut
- 1921: Die feinen Leute (The Idle Class)
- 1922: Nice and Friendly
- 1922: Zahltag (Pay Day)
- 1923: Der Pilger (The Pilgrim)

### United Artists
- 1923: Die Nächte einer schönen Frau (A Woman of Paris)
- 1923: Der Markt der Seelen (Souls for Sale) (Cameo)
- 1925: Goldrausch (The Gold Rush)

- 1926: Camille
- 1928: Der Zirkus (The Circus)

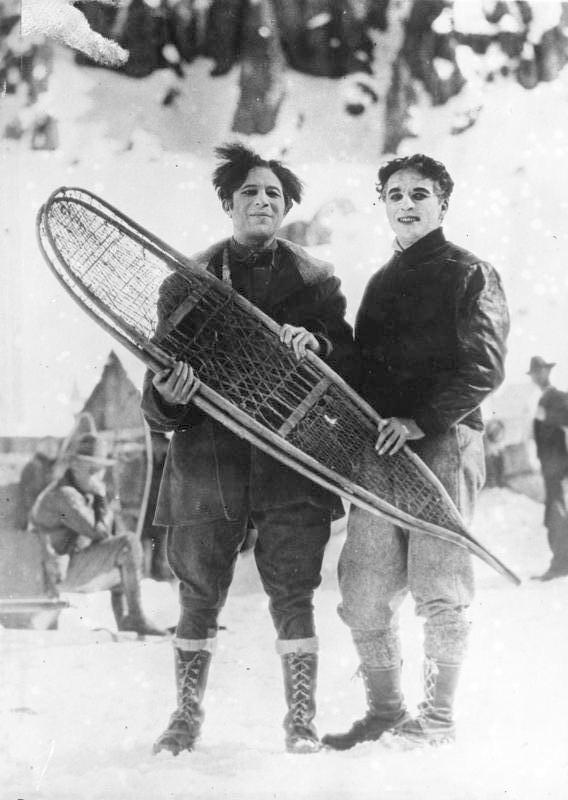
Charlie und Sid Grauman bei winterlichen Dreharbeiten (The Gold Rush).

- 1931: Lichter der Großstadt (City Lights)
- 1936: Moderne Zeiten (Modern Times)
- 1940: Der große Diktator (The Great Dictator)
- 1947: Monsieur Verdoux – Der Frauenmörder von Paris (Monsieur Verdoux)
- 1952: Rampenlicht (Limelight)

### Englische Produktionen
- 1957: Ein König in New York (A King in New York)
- 1959: The Chaplin Revue (Zusammenschnitt aus Ein Hundeleben, Gewehr über! und Charlie Chaplin – Gehetzte Unschuld / Der Pilger)
- 1967: Die Gräfin von Hongkong (A Countess from Hong Kong), Cameo-Auftritt

## Veröffentlichungen
- My Autobiography. Simon & Schuster, 1964.
  - Die Geschichte meines Lebens. S. Fischer, Frankfurt 1964 (um einen Bildteil erweiterte Ausgabe: Fischer-Taschenbuch-Verlag, Frankfurt 1998, ISBN 3-596-14061-7).
- Die Wurzeln meiner Komik. In: Allgemeine unabhängige jüdische Wochenzeitung. Marx, Düsseldorf 3. März 1967. ISSN 0002-5941.

## Filme über Charles Chaplin
- Chaplin. Spielfilm, Großbritannien, USA, 1992, 143 Min., Regie: Richard Attenborough, Kamera: Sven Nykvist, mit Robert Downey Jr. als Charlie Chaplin, Anthony Hopkins, Dan Aykroyd, Geraldine Chaplin, Kevin Dunn als J. Edgar Hoover, Kevin Kline und anderen.
- Charlie Chaplin – A Tramp’s Life. Dokumentarfilm, USA, 1997, 90 Min., Regie: Peter Jones, Charlie Chaplin: A Tramp’s Life bei IMDb.
- Der Tramp und der Diktator. Dokumentarfilm, Großbritannien, 2002, 89 Min., Regie: Kevin Brownlow, Michael Kloft, Inhaltsangabe von arte, (Memento vom 19. April 2013 im Webarchiv archive.today).
- Chaplin heute – Der große Diktator. (OT: Chaplin aujourd’hui – Le Dictateur.) Dokumentarfilm, Frankreich, 2003, 26 Min., Regie: Serge Toubiana, Constantin Costa-Gavras, Produktion: France 5, MK2 TV, arte France, Filmdaten.
- Charlie – Leben und Werk von Charles Chaplin. (OT: Charlie: The Life and Art of Charles Chaplin.) Dokumentarfilm, USA, 2003–2007, 127 Min., Buch und Regie: Richard Schickel, Musik: Charles Chaplin, José Padilla, mit Sydney Pollack als Erzähler.
- Charlie Chaplin, wie alles begann. Ein Tramp erobert die Welt. (OT: La naissance de Charlot.) Dokumentarfilm, Frankreich, 2013, 59:06 Min., Buch und Regie: Serge Bromberg und Eric Lange, Produktion: Steamboat Films, Lobster Films, arte France, Erstsendung: 29. Dezember 2013 bei arte, Inhaltsangabe von arte.

## Theaterstücke
- 1993: Das Chaplin-Stück. Eine Komödie von Jürg Federspiel. UA: 28. Januar 1993, Stadttheater St. Gallen[76]
- 2008: Kidnappin' Chaplin von Martin Kolozs, UA 15. Juni 2008, Auftragswerk für das 4. Tiroler Dramatikerfestival, Österreich.
- 2008: Verrückte Zeiten – Hommage an Charlie Chaplin. Produktion der Drehbühne Berlin[77] und des Admiralspalast Berlin mit Joseph Sternweiler und Dietrich Bartsch.
- 2008: Der Mann im Mond. Ein Radioballett mit Charlie Chaplin von Evelyn Dörr. Norderstedt b. Hamburg: Edition Akustische Bühne 1. ISBN 978-3-8370-5545-0.
- 2010: Chaplin. Ballett von Mario Schröder, Produktion der Oper Leipzig.
- 2010: Der große Diktator. UA 2010, Kammerspiele der Josefstadt, Wien[78]
- 2021: Chaplin, 1939. Theaterstück von Cliff Paillé. UA 2021, Deutsche Erstaufführung 19. März 2023, Freie Bühne Wieden, Wien[79]

## Musicals
- 1993: Chaplin. Musik: Roger Anderson, Liedtexte: Lee Goldsmith, Buch: Ernest Kinoy. UA: Shores Performing Arts Center, Miami
  - 2001: Golden Apple Theatre, Sarasota
  - 2007: Guildford Conservatoire, Guildford
  - 2012: Guildhall School of Music and Drama, Barbican Center, London
- 1995: Little Tramp von David Pomeranz. UA: Waterford
- 2006: Chaplin – das Musical (früherer Titel Limelight). Musik und Liedtexte: Christopher Curtis, Buch: Christopher Curtis und Thomas Meehan. UA: New York Musical Theatre Festival
  - 2012: Broadway, New York
  - 2016: RAI Theater, Amsterdam
  - 2018: Theater am Domhof, Osnabrück
  - 2019: Musical Ensemble, Braunschweig
  - 2019–2020: Frank Serr Showservice International, Deutschland
  - 2026: Walensee-Bühne, Walenstadt

## Feature und Hörspiel
- Der Mann im Mond. Ein Radioballett mit Charlie Chaplin. Feature von Evelyn Dörr. Regie: Claudia Leist. WDR 2002.
- Charlies Himmelfahrt. Kriminalhörspiel von Sabine Bohnen und Bernd Breitbach. Regie: Wolfgang Rindfleisch. Deutschlandradio Kultur 2005 (das Stück greift die Geschichte um die Grabschändung auf).

## Belletristik
- Patrick Roth: Meine Reise zu Chaplin. Ein Encore. Suhrkamp, Frankfurt am Main 2002, ISBN 3-518-39939-X, (Autobiographische Erzählung) (Neuauflage. Wallstein, Göttingen 2013, ISBN 978-3-8353-1357-6).
- Michael Köhlmeier: Zwei Herren am Strand. Hanser Verlag, München 2014, ISBN 978-3-446-24603-4.